# Rosa Bonheur
Pour les articles homonymes, voir Bonheur (homonymie).
Marie-Rosalie Bonheur dite Rosa Bonheur, née le 16 mars 1822 à Bordeaux et morte le 25 mai 1899 à Thomery, est une peintre et sculptrice française, spécialisée dans la représentation animalière. Adulée, décorée, elle connut une renommée incomparable ; ses œuvres furent célébrées aux États-Unis et en France de son vivant. Tombées un temps dans l'oubli au XXe siècle, les œuvres de Rosa Bonheur connaissent un nouveau succès au XXIe siècle.

## Biographie

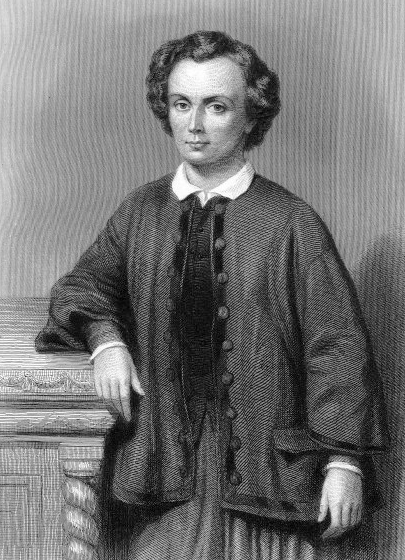
Charles-Michel Geoffroy, Portrait de Rosa Bonheur (1859), gravure parue dans L'Artiste du 1 juillet 1859.

### Famille
Marie-Rosalie Bonheur naît le 16 mars 1822 à Bordeaux, au 29, rue Saint-Jean-Saint Seurin (quartier Saint-Seurin), devenu depuis le 55, rue Duranteau,.
Sa mère, Sophie Marchisio, dite Marquis (1797-1833), née à Altona (Ville libre de Hambourg, Saint-Empire) de parents inconnus, est adoptée par un riche commerçant bordelais, Jean-Baptiste Dublan de Lahet, qui lui offre une éducation bourgeoise (dont cours de musique, de chant et de peinture). C'est dans ce cadre qu'elle rencontre le peintre Raymond Bonheur, issu d'une famille de cuisinier, venu lui donner des cours de dessin. Le couple se marie le 21 mai 1821.
À Bordeaux, Raymond rencontre le peintre espagnol Francisco Goya qui y vivait en exil et qui devient son ami. Il encourage tous ses enfants dans la voie artistique : Rosa, Auguste et Juliette (qui épouse le fondeur d'art François Hippolyte Peyrol), deviennent peintres, alors que leur frère Isidore est sculpteur. Francis Galton, le cousin de Charles Darwin, a utilisé les Bonheur comme exemple de « génie héréditaire » dans son essai de 1869 du même titre.
D'après les témoignages familiaux, Rosa est une enfant indisciplinée qui peine à apprendre à lire. Pour y remédier, sa mère lui apprend à écrire les lettres de l'alphabet en associant chacune d'elles à un dessin d'animal.
Influencé par le saint-simonisme, Raymond Bonheur décide de partir s'installer à Paris en 1828, rejoint par son épouse et leurs trois enfants l'année suivante (1829). Rosa a alors sept ans.
L'année 1830 est marquée par la naissance d'un quatrième enfant, Juliette, ainsi que par la mort de Jean-Baptiste Dublan de Lahet qui, sur son lit de mort, avoue à Sophie qu'il est son père biologique. Par la suite, Rosa Bonheur se plaira à imaginer que le mystère de ses origines maternelles cachait quelque secret d'État et qu'elle était de sang royal[réf. nécessaire].
En mai-juin 1832, il rejoint le couvent laïque des Apôtres saint-simoniens, au 145 boulevard de Ménilmontant, et pendant ce temps, Sophie Marquis travaille pour assurer la subsistance du foyer (dont des travaux de couture et leçons de piano). Raymond Bonheur rentre parmi les siens six mois plus tard (novembre 1832) ; la famille vit pauvrement.
Sophie Bonheur meurt l'année suivante, fin avril 1833, et est inhumée le 1er mai, dans une fosse commune au cimetière de Montmartre. Contrairement à la légende qui voudrait qu'elle soit morte d'épuisement, il est bien plus probable qu'elle soit morte, à 36 ans, du choléra, qui ravagea la France pendant plus d'une année à partir de mars 1832 (avec plus de 100 000 morts au total, dont près de 20 000 à Paris),.
Perdre sa mère à 11 ans fut pour Rosa Bonheur un événement dramatique, d'où le culte qu'elle lui voua toute sa vie, ainsi que son amour du chant.
En 1836, à l'âge de 14 ans, elle fait une rencontre déterminante : celle d'une fillette de deux ans plus jeune qu'elle, Nathalie Micas, qui deviendra sa compagne. Seule la mort de Nathalie, 53 ans plus tard, les séparera.
Son père se remarie en 1842 avec Marguerite Peyrol (1813-1883), avec qui il a un dernier fils, Germain (1848-1881), également peintre. Rosa Bonheur ne s'entend pas avec sa belle-mère et[réf. souhaitée] à la mort de son père, en 1849, elle quitte le domicile familial pour aller vivre chez les Micas.

### Jeunesse et formation
Après la mort de sa mère, Rosa Bonheur fréquente l'école élémentaire, puis est mise en apprentissage comme couturière, puis en pension. Son père l'accueille dans son atelier, où se révèlent ses aptitudes artistiques. Il est son seul et unique professeur,.
Il lui fait découvrir Félicité de La Mennais, qui prétendait que les animaux avaient une âme, ce dont elle reste convaincue toute sa vie, ainsi que les romans « champêtres » de George Sand. Les animaux deviennent alors sa spécialité, tant en peinture qu'en sculpture.
Elle expose pour la première fois, à 19 ans, au Salon de 1841 avec deux peintures animalières. Elle obtient une médaille de 3e classe au Salon de 1845, et une médaille de 1re classe (or) au Salon de 1848 pour Bœufs et Taureaux, Race du Cantal. Cette récompense lui permet, d'obtenir, à 26 ans, une commande de l'État pour réaliser un tableau agraire (payé 3 000 francs).

### Carrière et reconnaissance

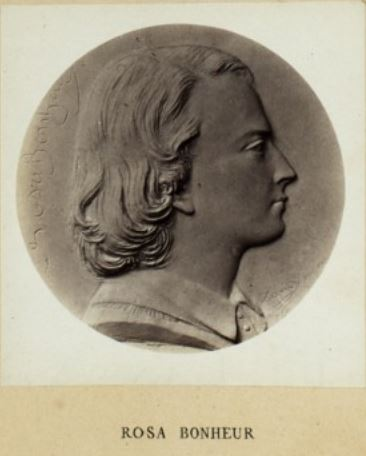
David d'Angers, Rosa Bonheur, médaillon, Paris, BnF.

Le tableau issu de cette commande d'État, le Labourage nivernais, devait rejoindre le musée des Beaux-Arts de Lyon. Au Salon de 1849, son succès est tel que la direction des Beaux-Arts décide de le conserver à Paris, au musée du Luxembourg. À la mort de Rosa Bonheur, l'œuvre entre au musée du Louvre, avant d'être transférée, en 1986, au musée d'Orsay.
À la mort de son père en mars 1849, Rosa Bonheur le remplace à la direction de l'École impériale gratuite de dessin pour demoiselles (ou École gratuite de dessin pour jeunes filles). Elle y conserve ce poste jusqu'en 1860. « Suivez mes conseils et je ferai de vous des Léonard de Vinci en jupons », disait-elle souvent à ses élèves.
En 1850, elle fait un voyage dans les hauts pâturages des Pyrénées et en rapporte de nombreuses études dont elle se sert tout au long de sa carrière. Elle séjourne aussi, à plusieurs reprises, en Auvergne, et dans le Cantal en 1846 et 1847 (et plus tardivement, en 1889).

#### Le Marché aux chevaux
Avec son tableau de très grande taille Le Marché aux chevaux (2,44 × 5 m), présenté au Salon de 1853, Rosa Bonheur acquiert une grande notoriété. À une époque où des polémiques opposent sans cesse romantiques et classiques, son tableau « a le rare et singulier privilège de ne soulever que des éloges dans tous les camps. […] C'est vraiment une peinture d'homme, nerveuse, solide, pleine de franchise », dit le critique Henry de La Madelène dans L’Éclair, une revue hebdomadaire artistique de l'époque.
Le tableau n'obtient aucune récompense, le jury prescrit ceci : « Par décision spéciale, Mlle Rosa Bonheur et Mme Herbelin, ayant obtenu toutes les médailles qu'on peut accorder aux artistes, jouiront, à l'avenir, des prérogatives auxquelles leur talent éminent leur donne droit. Leurs ouvrages seront exposés sans être soumis à l'examen du jury. » Son agent et ami Ernest Gambart achète le tableau pour 40 000 francs et le fait voyager dans plusieurs pays, dont l'Angleterre et l'Écosse. Il est acheté par un riche collectionneur américain qui en fait don au Metropolitan Museum de New-York en 1887.

#### Expositions
Rosa Bonheur présente à l'Exposition universelle de 1855 La Fenaison en Auvergne (2,10 × 4,20 m), conservé de nos jours au château de Fontainebleau, pour lequel elle obtient, pour la seconde fois, une médaille d'or. D'autres œuvres auvergnates sont conservées dans ce même musée.
Entre 1856 et 1867, elle n'expose plus au Salon, toute sa production étant vendue d'avance. « Nous avons toujours professé une sincère estime pour le talent de mademoiselle Rosa Bonheur », écrit Théophile Gautier cette année-là, « avec elle, il n'y a pas besoin de galanterie ; elle fait de l'art sérieusement, et on peut la traiter en homme. La peinture n'est pas pour elle une variété de broderie au petit point ».
À l'Exposition Universelle de 1867, Rosa Bonheur présente dix toiles et y obtient une médaille de 2e classe, un véritable camouflet pour elle. Elle décide alors de ne plus exposer au Salon de Paris.
En 1893, lors de l'Exposition universelle de Chicago, quatre tableaux de Rosa Bonheur sont exposés au palais des Beaux-Arts. Il en va de même pour trois lithographies au Woman's Building. Mais dans les deux cas, ce furent des prêts de collectionneurs privés (Gambart, Keppel). En effet, bien qu'il l'ait sélectionnée, le Comité français d'organisation fut obligé de renoncer à envoyer ses œuvres à Chicago, ne pouvant faire face aux frais d'assurance requis pour leur transport.

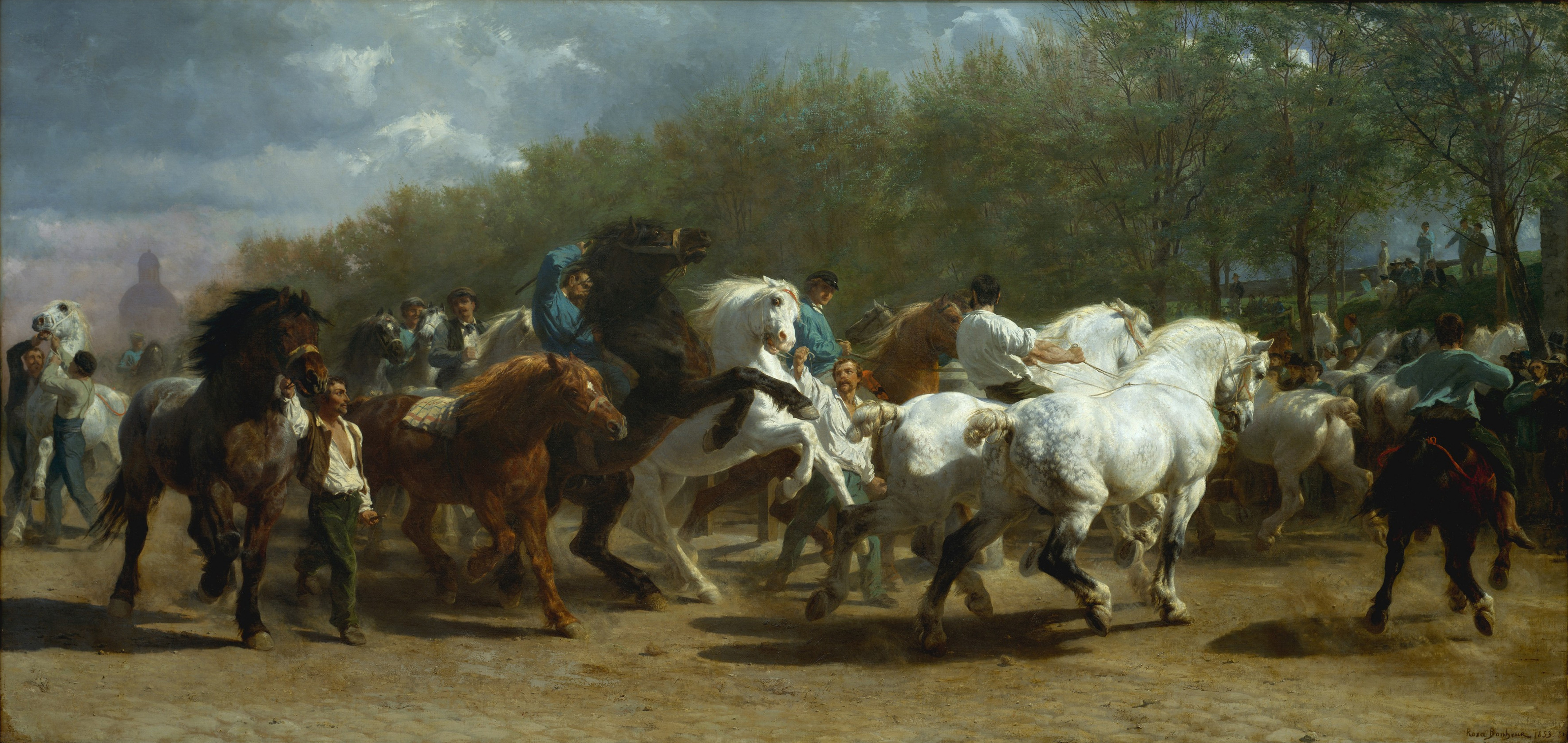
Le Marché aux chevaux (1853), New York, Metropolitan Museum of Art.
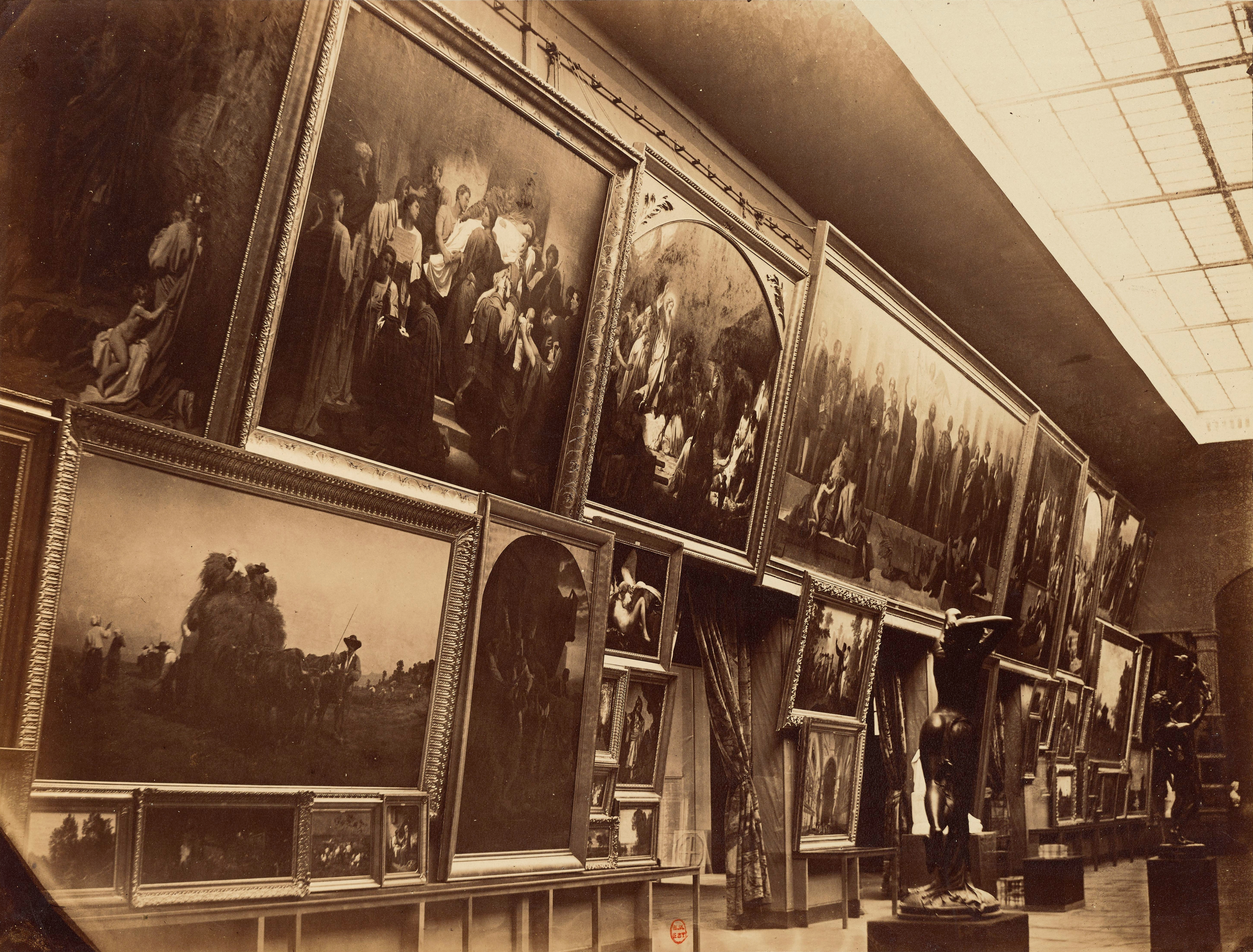
La Fenaison en Auvergne (en bas à gauche), exposé lors de l'Exposition universelle de 1855, photographie d'Eugène Disdéri.

### Le château de By

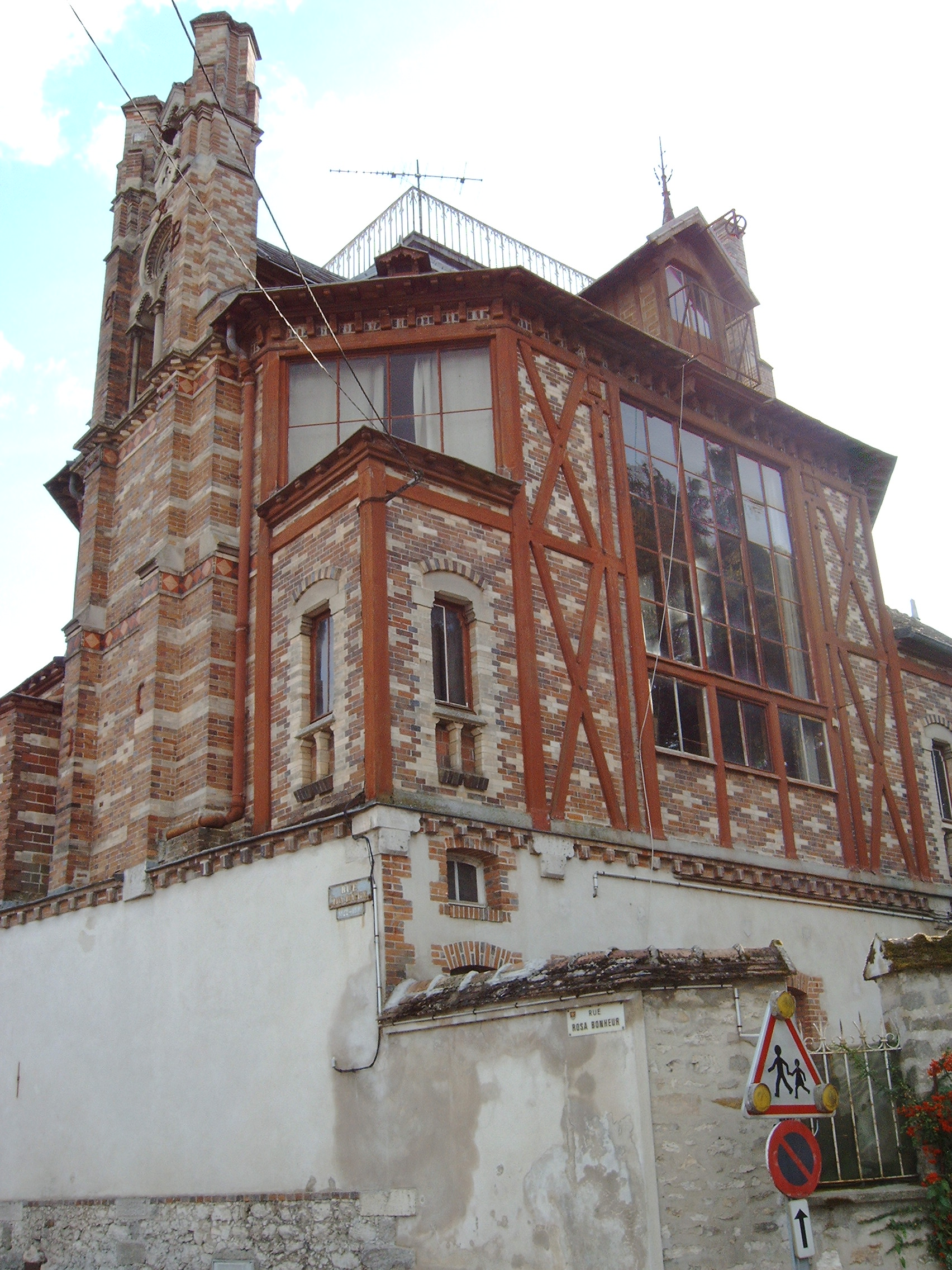
Atelier de Rosa Bonheur à By.

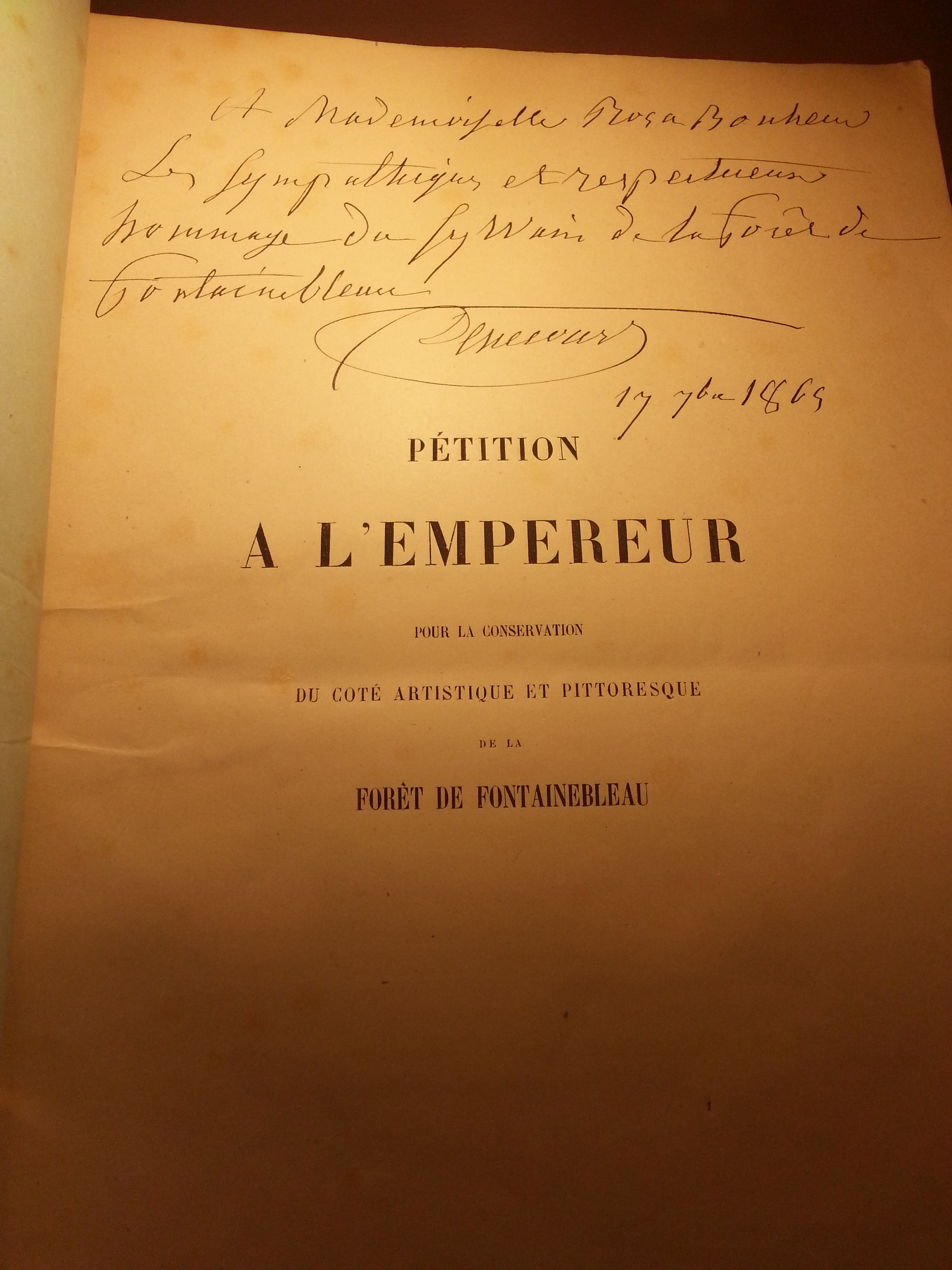
Dédicace de Claude-François Denecourt en 1864 à Rosa Bonheur de sa pétition à l'empereur pour la conservation du côté artistique et pittoresque de la forêt de Fontainebleau.

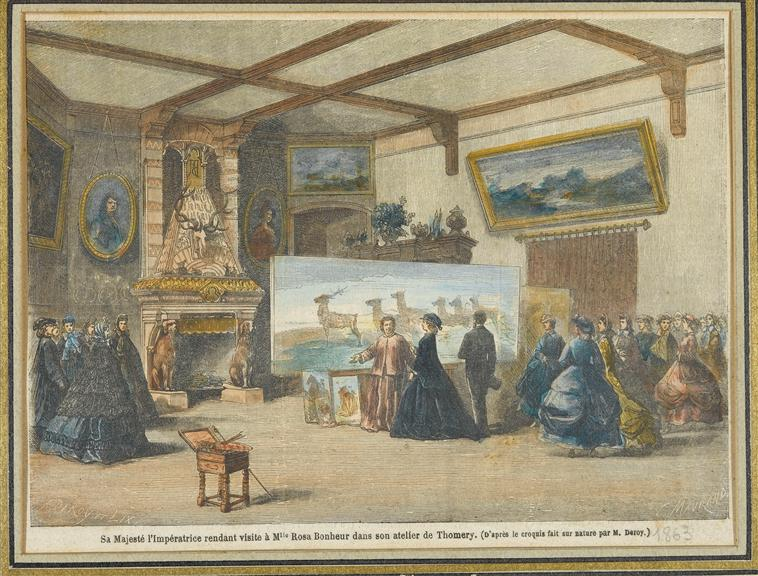
L'impératrice Eugénie visite Rosa Bonheur à Thomery.

En 1860, Rosa Bonheur s'installe avec Nathalie Micas à By, coteau viticole près du village de Thomery en Seine-et-Marne, dans une vaste demeure au sein d'une propriété de quatre hectares où elle fait construire un très grand atelier par Jules Saulnier et aménager des espaces pour ses animaux.
Un de ses proches écrit : « Elle avait une ménagerie complète dans sa maison : un lion et une lionne, un cerf, un mouton sauvage, une gazelle, des chevaux, etc. L'un de ses animaux de compagnie était un jeune lion qu'elle laissait courir et s'ébattait souvent. Mon esprit fut plus libre d'esprit quand cet animal léonin a rendu l'âme
. » Elle est sensible au devenir de la proche forêt de Fontainebleau, et signe la pétition de Claude-François Denecourt appelant l'Empereur Napoléon III à la sauvegarder.
En juin 1864, l'impératrice Eugénie lui rend une visite surprise, pour l'inviter à déjeuner, fin juin, au château de Fontainebleau avec Napoléon III. Cette visite a donné lieu à une gravure sur bois d'après un dessin d'Auguste Victor Deroy (1825-1906), conservée au musée du château de Fontainebleau. L'impératrice revient à By l'année suivante, le 10 juin 1865, pour lui remettre, elle-même, les insignes de chevalier dans l'ordre de la Légion d'honneur, — faisant ainsi de Rosa Bonheur la première artiste et la neuvième femme à recevoir cette distinction, en déclarant : « Enfin, vous voilà chevalier. Je suis tout heureuse d’être la marraine de la première femme artiste qui reçoive cette haute distinction. J’ai voulu que le dernier acte de ma régence fût consacré à montrer qu’à mes yeux le génie n’a pas de sexe ». Elle est aussi la première femme promue officier dans cet ordre, en avril 1894 — soit, selon les termes également en usage dans la presse de l'époque, la première officière de la Légion d'honneur.

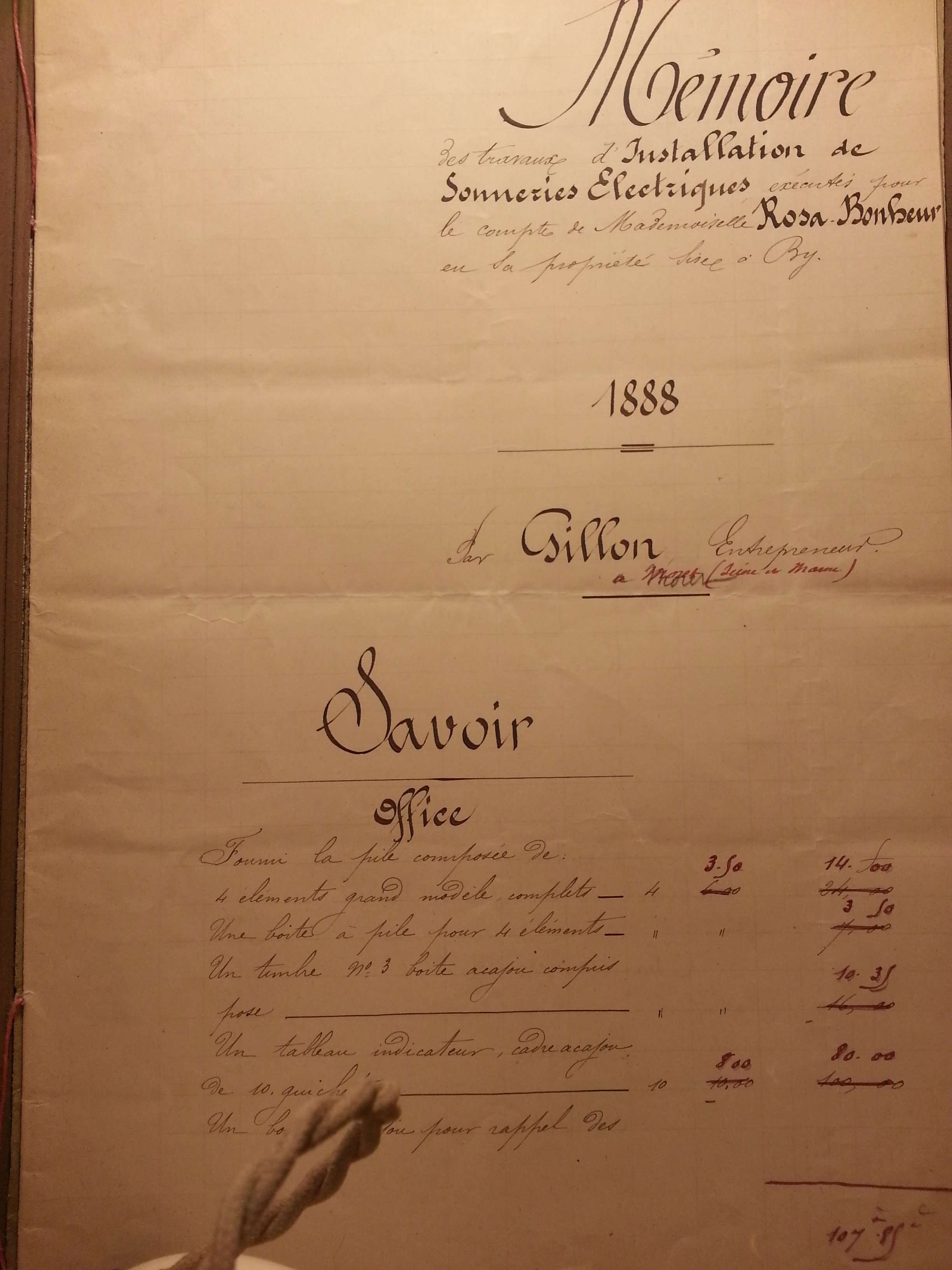
Mémoire pour une installation de sonneries électriques au château de By, à Thomery, pour Rosa Bonheur.

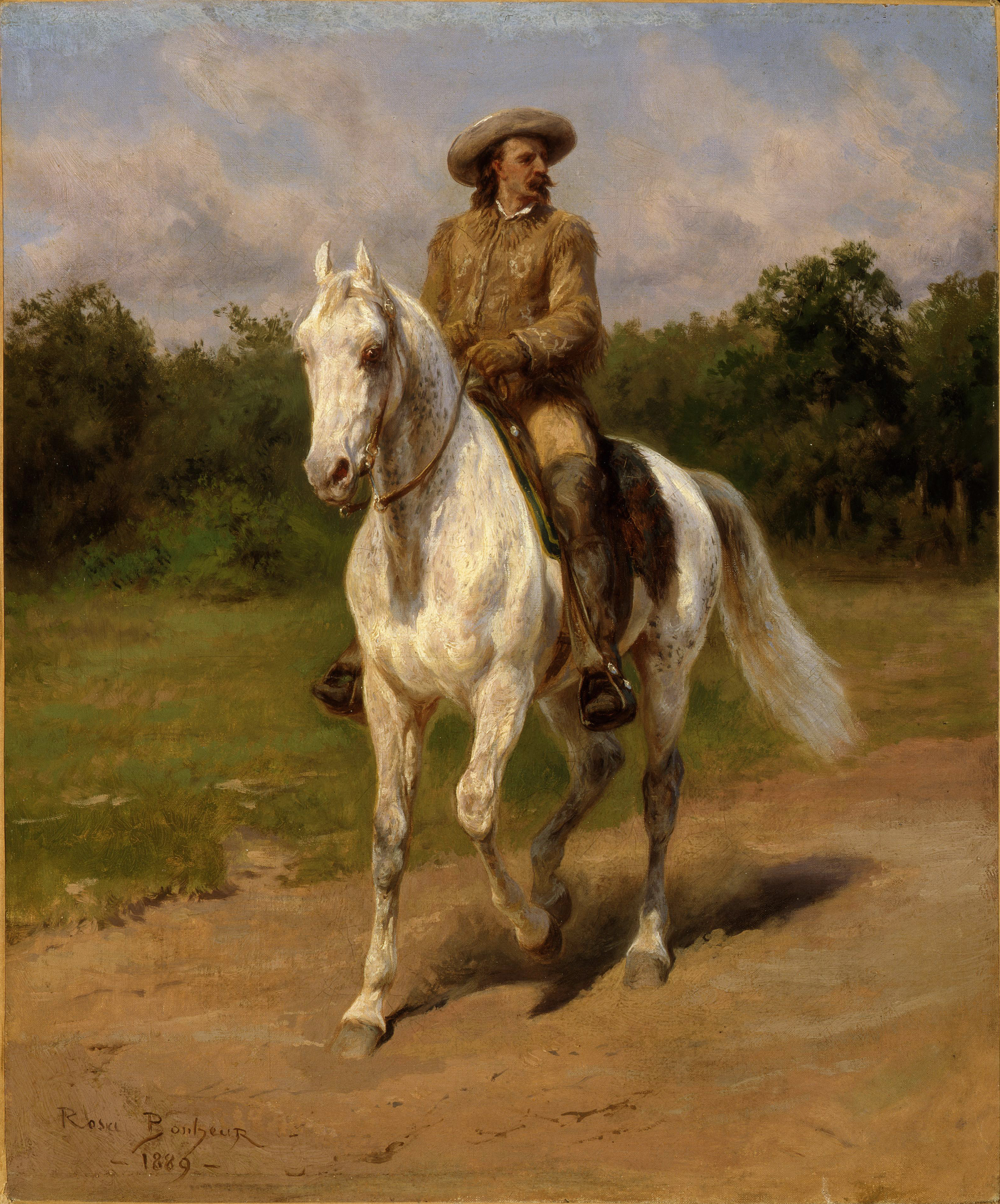
Portrait du Colonel William F. Cody (Buffalo Bill), 1889, Buffalo Bill Historical Center.

À partir de 1880, Rosa Bonheur et Nathalie Micas passent régulièrement l'hiver à Nice, tout d'abord dans la demeure d'Ernest Gambart, la villa L'Africaine, puis à partir de 1895, dans celle qu'elles acquièrent, la villa Bornala. Rosa Bonheur y peint plusieurs toiles.
En 1888, alors que l'électricité en est encore à ses débuts en France, elle s'intéresse à la faisabilité d'installer un système de sonneries électriques au château de By.
À l'occasion de l'Exposition universelle de Paris de 1889, elle invite Buffalo Bill dans son domaine après qu'il l'eut invitée à venir assister à son West Wild Show. À cette occasion, son agent lui offre un costume de Sioux (où apparaît le drapeau américain). Si Rosa Bonheur était contre le massacre des Indiens d'Amérique, une amitié naît entre eux et elle fait son portrait. Rosa Bonheur s'était déjà enthousiasmée pour les Indiens d’Amérique découverts par ses lectures, notamment les œuvres de James Fenimore Cooper et du peintre George Catlin.

### Mort
Ayant contracté une congestion pulmonaire, à la suite d'une promenade en forêt, Rosa Bonheur meurt le 25 mai 1899 au château de By, sans avoir achevé son dernier tableau La Foulaison du blé en Camargue, d'un format monumental de 3,05 × 6,10 m, qu'elle souhaitait (sous l'impulsion d'Anna Klumpke) montrer à l'Exposition universelle de 1900. Ce tableau inachevé est conservé au Musée des Beaux-Arts de Bordeaux.

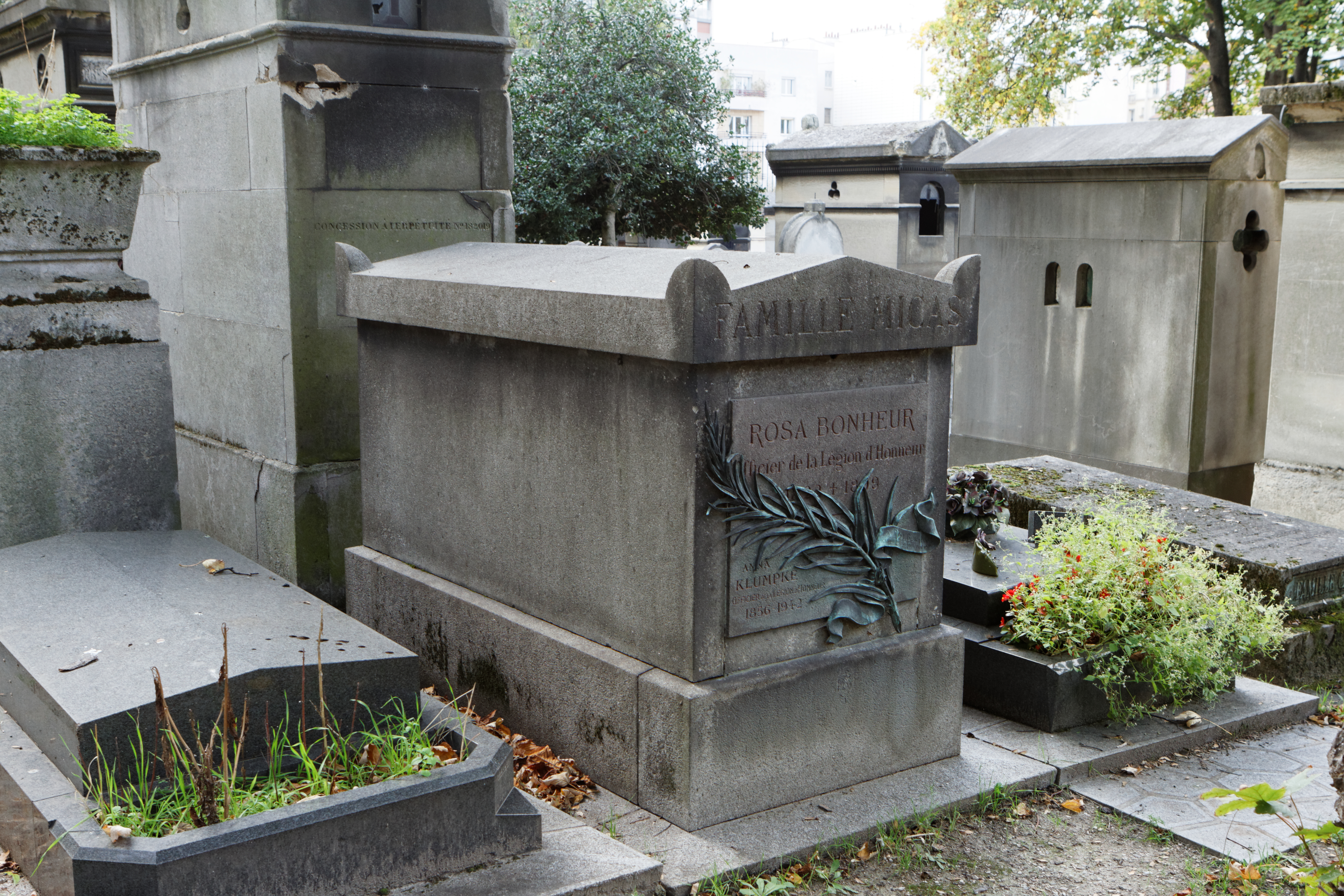
Tombe de Rosa Bonheur au cimetière du Père-Lachaise (division 74).

Rosa Bonheur est inhumée à Paris au cimetière du Père-Lachaise (74e division),, dans la concession que la famille Micas lui avait léguée. Elle y repose aux côtés de Nathalie Micas, des parents de cette dernière et d'Anna Klumpke.
Le 29 mai, la Société des artistes français lui décerne la médaille d'Honneur à titre posthume, Tony Robert-Fleury écrivant alors à Anna Klumpke : « Si nous avions pressenti une fin aussi soudaine, nous aurions voté pour Rosa Bonheur, mais nous ne pouvions prévoir la catastrophe. Nous espérions consacrer sa carrière d'une manière plus solennelle en lui décernant la médaille d'honneur à l'occasion de l'Exposition universelle de 1900. Ainsi nous aurions couronné la carrière d'un des plus grands peintres animaliers du XIXe siècle. »
Les obsèques de Rosa Bonheur ont lieu à Thomery. Et son inhumation au cimetière du Père-Lachaise fait l'objet de nombreux articles dans La Fronde, journal féministe fondé par Marguerite Durand en 1897. Hubertine Auclert regrette qu'elle n'ait pas accepté les honneurs militaires pour ses obsèques, hommage qu'elle aurait pu recevoir en tant qu'officier de la Légion d'honneur, que Rosa Bonheur avait clairement refusé.

### Vie privée

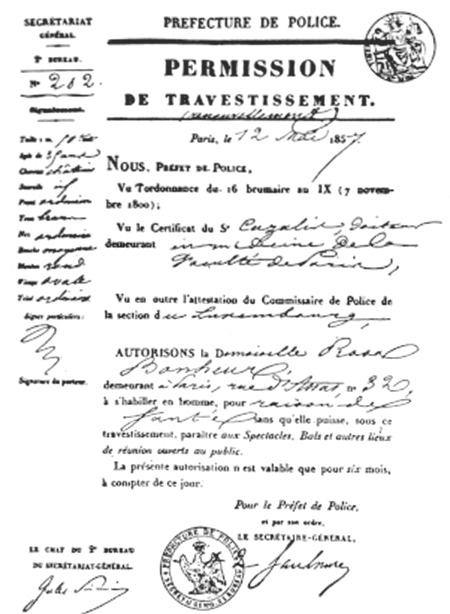
« Permission de travestissement » obtenue en 1857.

Au cours de ses années de jeunesse à la campagne, au château Grimont à Quinsac, Rosa Bonheur a la réputation d'être un garçon manqué, réputation qui la suit toute sa vie et qu'elle ne cherche pas à nier, portant les cheveux courts et fumant par la suite, en privé, cigarettes et cigares.
Elle a toujours refusé de se marier, afin de rester indépendante. À l'époque le mariage faisait des femmes des subalternes de l'homme, et elle considérait que cela l'aurait empêchée de se dévouer à son art.
La vie émancipée que menait Rosa Bonheur n'a jamais fait scandale, à une époque pourtant très soucieuse des conventions. Comme toutes les femmes de son temps depuis une ordonnance datant de novembre 1800, Rosa Bonheur devait demander une permission de travestissement, renouvelable tous les six mois auprès de la préfecture de Paris, pour pouvoir porter des pantalons, notamment dans le but de fréquenter les foires aux bestiaux, de voyager ou de monter à cheval. L'une de ces permissions, en date de 1857, nous est parvenue. Nathalie Micas en avait également fait la demande (voir sa permission de 1857 au musée-château de By). Sur toutes les photographies officielles ou lors de leurs sorties à Paris, Rosa Bonheur et Nathalie respectaient cette ordonnance et portaient toujours une robe.
Si le lesbianisme de Rosa Bonheur a été évoqué par plusieurs auteurs et réfuté par d'autres,, elle a bien écrit ceci dans son testament : «...n'ayant eu ni enfants, ni tendresse pour le sexe fort, si ce n'est une franche et bonne amitié pour ceux qui avaient toute mon estime ». Elle a vécu en réel compagnonnage avec deux femmes.
La première, Nathalie Micas, également peintre et férue de mécanique (elle invente un procédé de freins ferroviaires dont elle dépose le brevet), meurt en 1889, soit après plus de 50 ans de vie commune. Dans son Journal, Rosa Bonheur précise ceci : « Si j'avais été un homme, je l'aurais épousée, et l'on n'eût pas inventé toutes ces sottes histoires... »

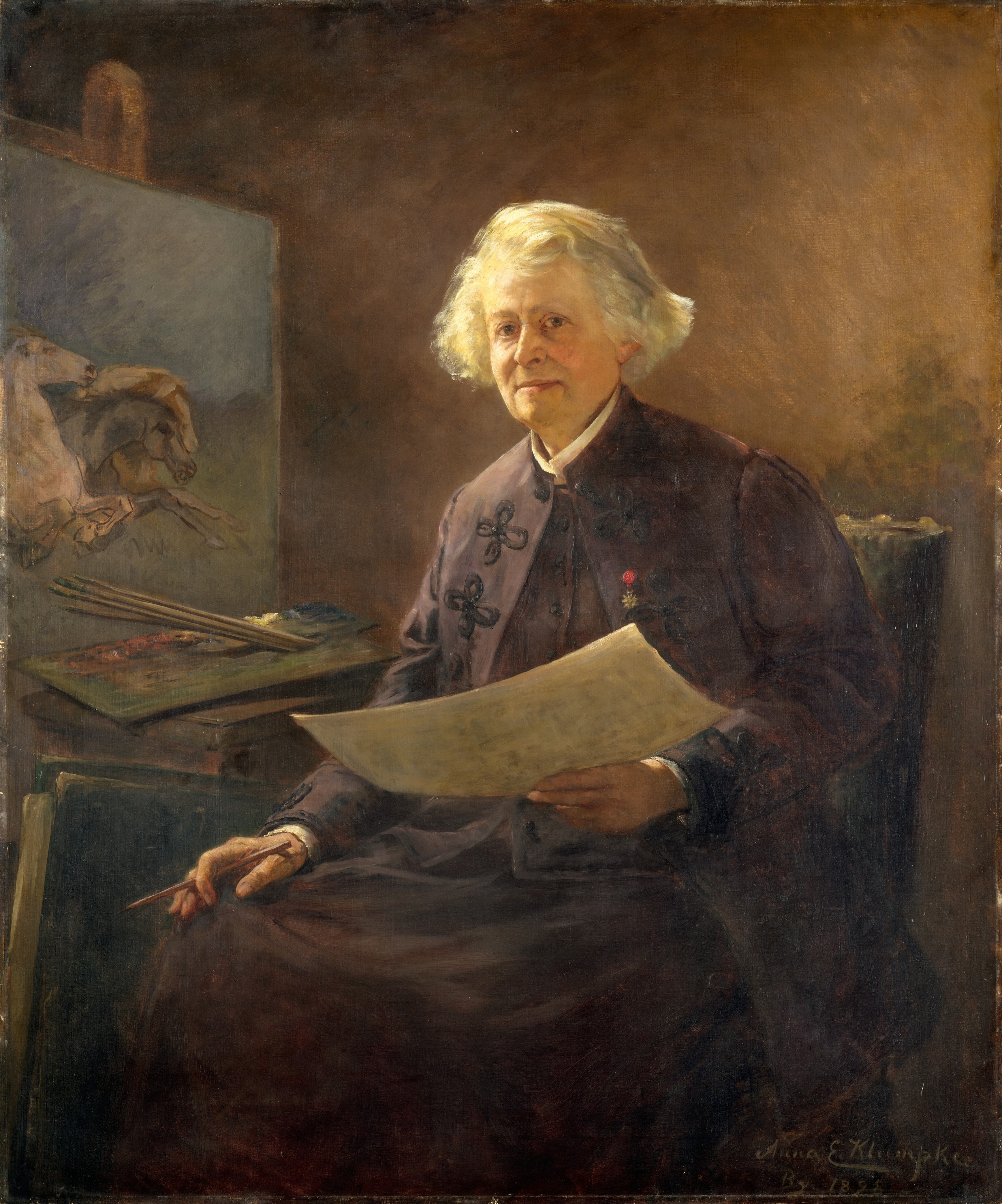
Portrait de Rosa Bonheur par Anna Klumpke, 1898, New York, Metropolitan Museum of Art.

La seconde est l'Américaine Anna Klumpke, également artiste-peintre de talent, dont elle avait fait la connaissance à l'automne 1889, après la mort de Nathalie Micas, et qu'elle revoit à plusieurs reprises entre 1895 et 1898. Venue à By en juin 1898 pour faire le portrait de Rosa Bonheur, cette dernière lui demande de vivre avec elle et de l'aider à écrire ses mémoires. Rosa Bonheur la désigna comme son héritière et légataire universelle, tout comme elle l'avait fait, auparavant pour Nathalie Micas.

### Héritage
Rosa Bonheur avait fait d'Anna Klumpke son héritière et sa légataire universelle, comme elle en avait le droit. Cette dernière, tout en gardant la demeure de By, préfère vendre (pour apaiser les tensions avec la famille Bonheur) « l'énorme collection d'études accumulées en soixante années de travail (plus d'un million-or) » pour lui reverser la moitié des sommes issues de cette vente. Ainsi, du 30 mai au 8 juin 1900, 2 100 œuvres (tableaux, aquarelles, gravures et bronzes) de son atelier ainsi que sa collection particulière seront vendues à la galerie Georges Petit à Paris, provoquant l'effondrement de la cote de l'artiste.
En 1908, Anna Klumpke publie une biographie de Rosa Bonheur. Elle crée également un prix Rosa-Bonheur à la Société des artistes français.
Pendant la Première Guerre mondiale, le château de By sert d'hôpital militaire. Peu avant la Seconde Guerre mondiale, Anna Klumpke regagne les États-Unis (où elle est née en 1856), et y meurt en février 1942. Ses cendres seront rapatriées en 1948 à Paris pour être déposées dans la tombe de Rosa Bonheur et de Nathalie Micas.
Le musée de l'atelier Rosa-Bonheur, à Thomery (en lisière de la forêt de Fontainebleau), racheté en 2017, a fait l'objet d'une restauration. Ouvert au public, il évoque l'artiste dans la demeure où elle a passé quarante ans de sa vie .

### Expositions monographiques
- 18 octobre 2022 - 15 janvier 2023 : Rosa Bonheur (1822-1899), Paris, musée d’Orsay[67].
- 3 juin 2022 - 23 janvier 2023 : Capturer l’âme. Rosa Bonheur et l’art animalier, château de Fontainebleau[68].

### Hommages

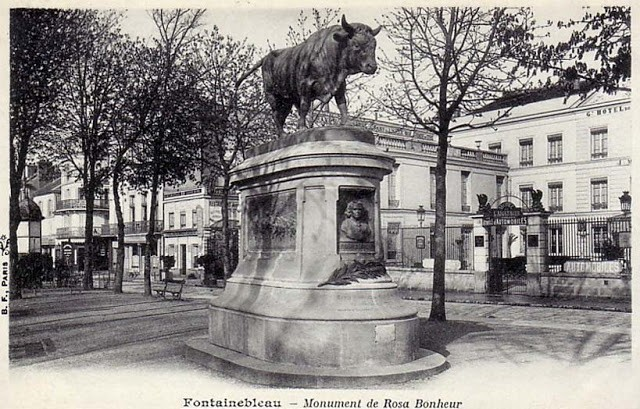
Le Monument à Rosa Bonheur, à Fontainebleau (1901), détruit en 1942 (taureau fondu mais plaques sauvées et conservées à New-York).

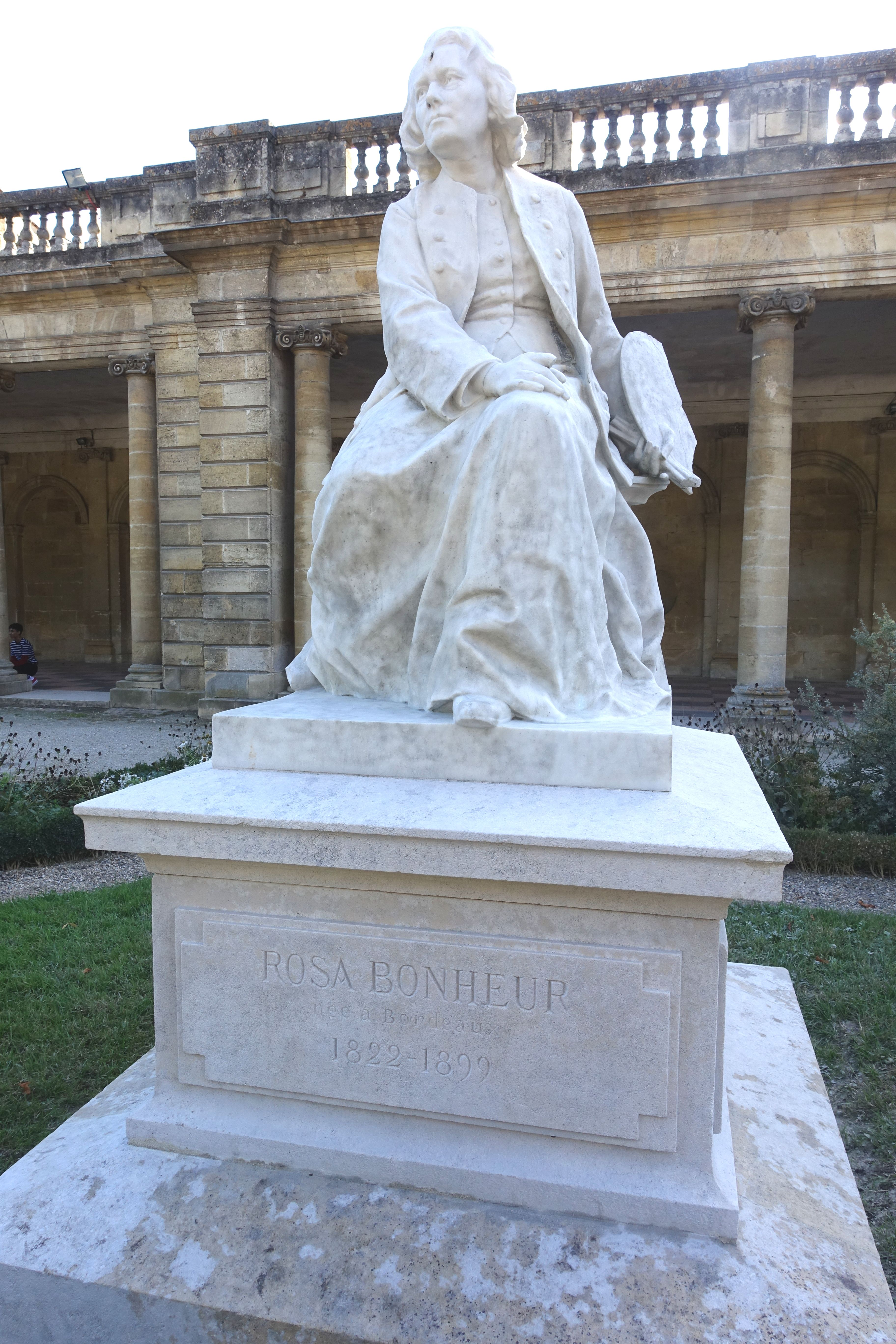
Gaston Leroux, Monument à Rosa Bonheur (1910), marbre, jardin public de Bordeaux.

La rue Rosa-Bonheur située dans le 15e arrondissement de Paris a été nommée en son honneur (dès 1900), ainsi qu'une rue de Bordeaux (ancienne rue Cousse avant 1901), et une rue de Nantes, tout comme les collèges Rosa-Bonheur de Bruges en Gironde, du Châtelet-en-Brie et de Bray-et-Lû, les écoles primaires de Bassens et de Magny-les-Hameaux, et des écoles maternelles à Montceau-les-Mines, à La Réole et à Amiens. Il existe également des rues à son nom à Thomery, Melun, Fontainebleau, Nice, La Rochelle, Lyon, Belfort, Perpignan, Roubaix, Vesoul, Wasquehal et Saint-Aubin-de-Médoc. La maison des arts plastiques de Chevilly-Larue porte son nom, l'artiste ayant habité la commune de 1845 à 1858.
Un Monument à Rosa Bonheur, surmonté d'un taureau en bronze, agrandissement d'une statuette de l'artiste, a été offert en 1901 par Ernest Gambart, et érigé à Fontainebleau sur la place Denecourt, devenue place Napoléon Bonaparte. Le socle était orné de trois bas-reliefs d'Isidore Bonheur, composés d'après des œuvres majeures de sa sœur, et d'un portrait en médaillon de Rosa Bonheur par son neveu, Hippolyte Peyrol. Le taureau a été envoyé à la fonte en 1942, sous le régime de Vichy. Les trois bas-reliefs latéraux ont pu cependant être sauvés et sont conservés à New York, au Musée d'Art Dahesh.
Un Monument à Rosa Bonheur (1910) en marbre par Gaston Leroux, la représentant assise et tenant une palette, orne le jardin public de Bordeaux. Le modèle en plâtre a été acquis par la Ville de Bordeaux en 1903.
En 1942, Jacques Prévert écrit un poème Presque (publié en 1946), en hommage au monument de Rosa Bonheur à Fontainebleau.

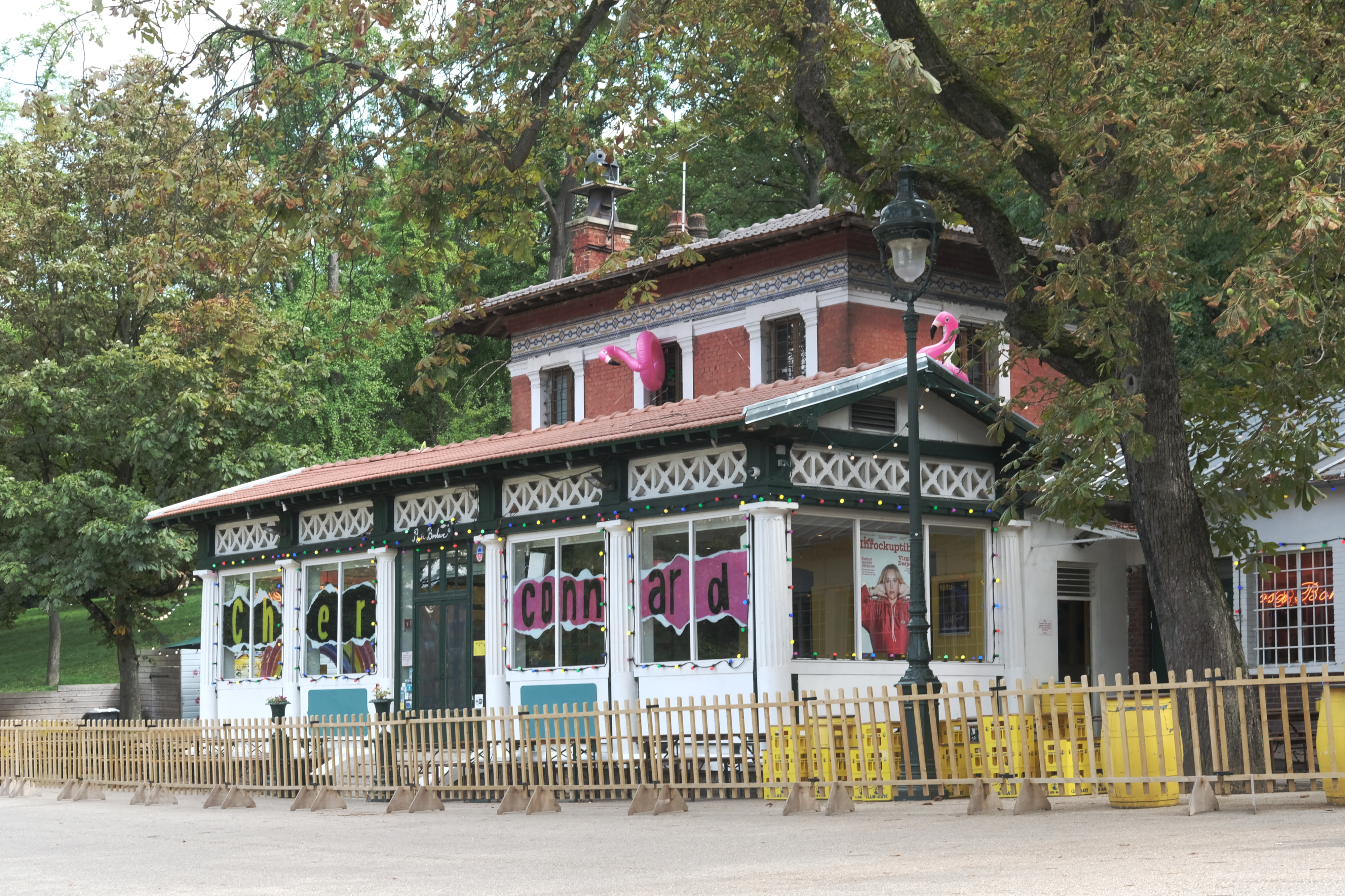
La guinguette Rosa Bonheur des Buttes Chaumont.

En hommage à la peintre, quatre guinguettes parisiennes portent le nom de Rosa Bonheur. La première ouvre en 2008 dans le parc des Buttes-Chaumont. Elle est évoquée longuement par Virginie Despentes dans sa série de romans Vernon Subutex. La deuxième en 2014 en bords de Seine au port des Invalides, la troisième en 2017 à Asnières-sur-Seine et la quatrième en 2021 dans le bois de Vincennes.
En avril 2018, dans le cadre de la rénovation de sa signalétique, l'université Bordeaux-Montaigne annonce qu'un de ses deux principaux bâtiments portera le nom de Rosa Bonheur.
Un cratère vénusien, Rosa Bonheur, est nommé en son honneur.
Le 16 mars 2022, à l'occasion du 200e anniversaire de sa naissance, le moteur de recherche Google lui a consacré un Doodle,. De juin à septembre, le Musée des Beaux-Arts de Bordeaux propose une rétrospective de l'œuvre de l'artiste, reprise au Musée d'Orsay à Paris d'octobre à janvier 2023,.

## Œuvre de Rosa Bonheur

### Accueil critique
La carrière de Rosa Bonheur s'est déroulée à l'écart des courants artistiques. Ne s'associant à aucun des courants modernes successifs, romantique, réaliste — lequel étant pourtant d'une esthétique proche — et impressionniste, et bénéficiant toujours d'une clientèle fortunée, dont elle peint les animaux de compagnie, elle a été associée au conservatisme « bourgeois », auquel ces courants se sont tour à tour opposés. Ses positions politiques conservatrices et « agrariennes » ont accentué cette association.
Après la chute du Second Empire, alors que son succès commercial la met à l'abri du souci de plaire à la critique, ceux qui sont en contact avec les tendances du moment commencent à douter :

« Les femmes peuvent-elles être de grands peintres ? On serait tenté de répondre
« oui » lorsqu'on regarde les Bœufs de Rosa Bonheur, et de dire « peut-être » 
ou même « non » lorsqu'on étudie ses figures humaines. »

— Jules Claretie, 1874.
Le modernisme répudie son genre de peinture. D'après Ambroise Vollard, Paul Cézanne la tient pour « un excellent sous-ordre ». « Il me demanda ce que les amateurs pensaient de Rosa Bonheur. Je lui dis qu'on s'accordait généralement à trouver le Labourage nivernais très fort. « Oui, repartit Cézanne, c'est horriblement ressemblant ». »
Le monde de l'art ne l'oublie pas totalement, surtout pour en faire un repoussoir : « Il ne m'échappe certes pas que la littérature bucolique tend à la facilité. Tout l'aspect « Rosa Bonheur » de cet art-là, je le redoute », écrit François Mauriac.
De mai à août 1997, une grande rétrospective sur Rosa Bonheur s'est tenue au musée des Beaux-Arts de Bordeaux, ensuite reprise fin 1997, au musée des Peintres de Barbizon puis, début 1998, à New-York, au musée d'Art Dahesh.
En 2017, à l'occasion de la WorldPride,, Rosa Bonheur a été considérée comme une « artiste LGBT », comme en témoigne sa présence dans l'exposition La mirada del otro du musée du Prado de Madrid.

### Rosa Bonheur, une femme engagée dans son art

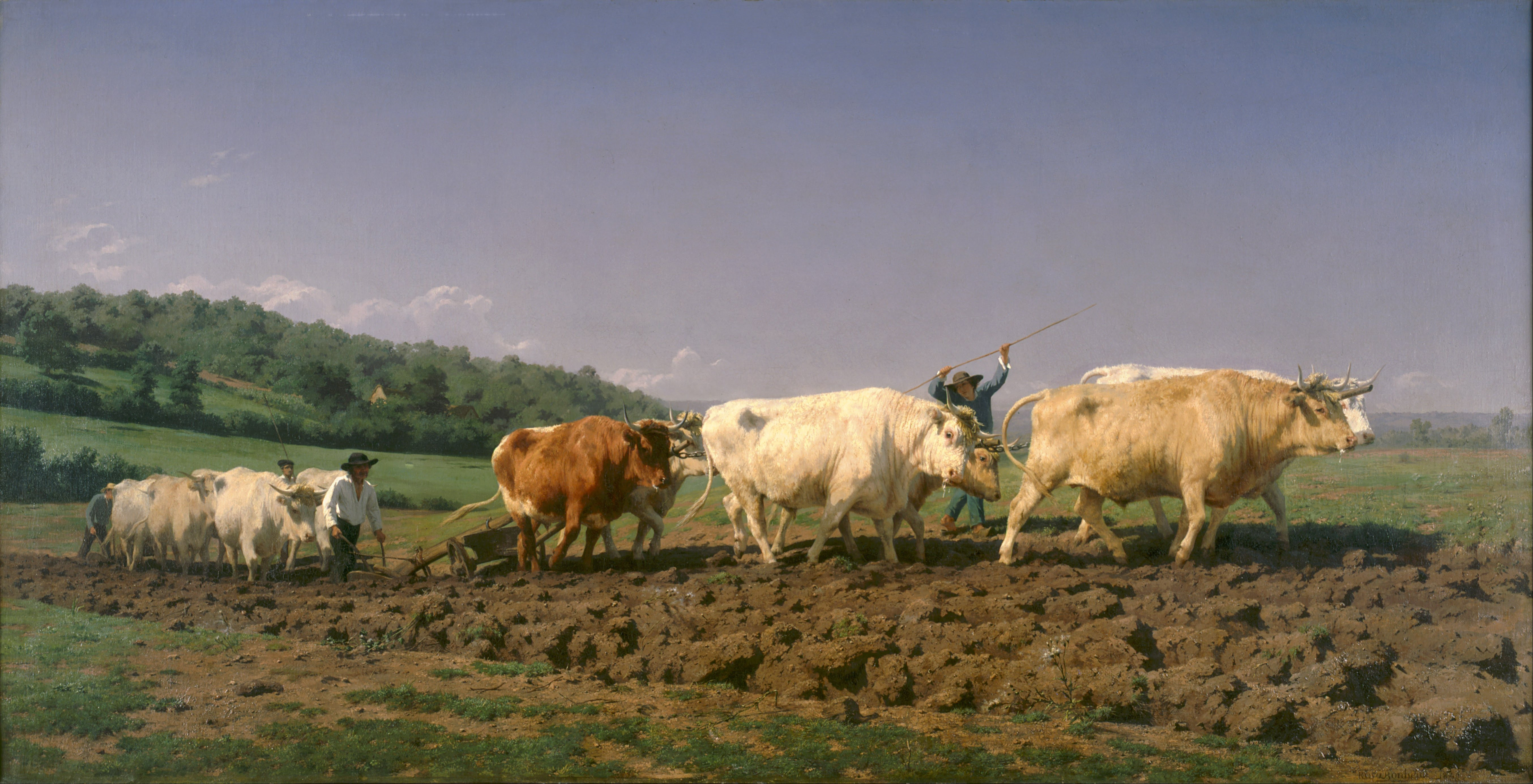
Le Labourage nivernais (1849).

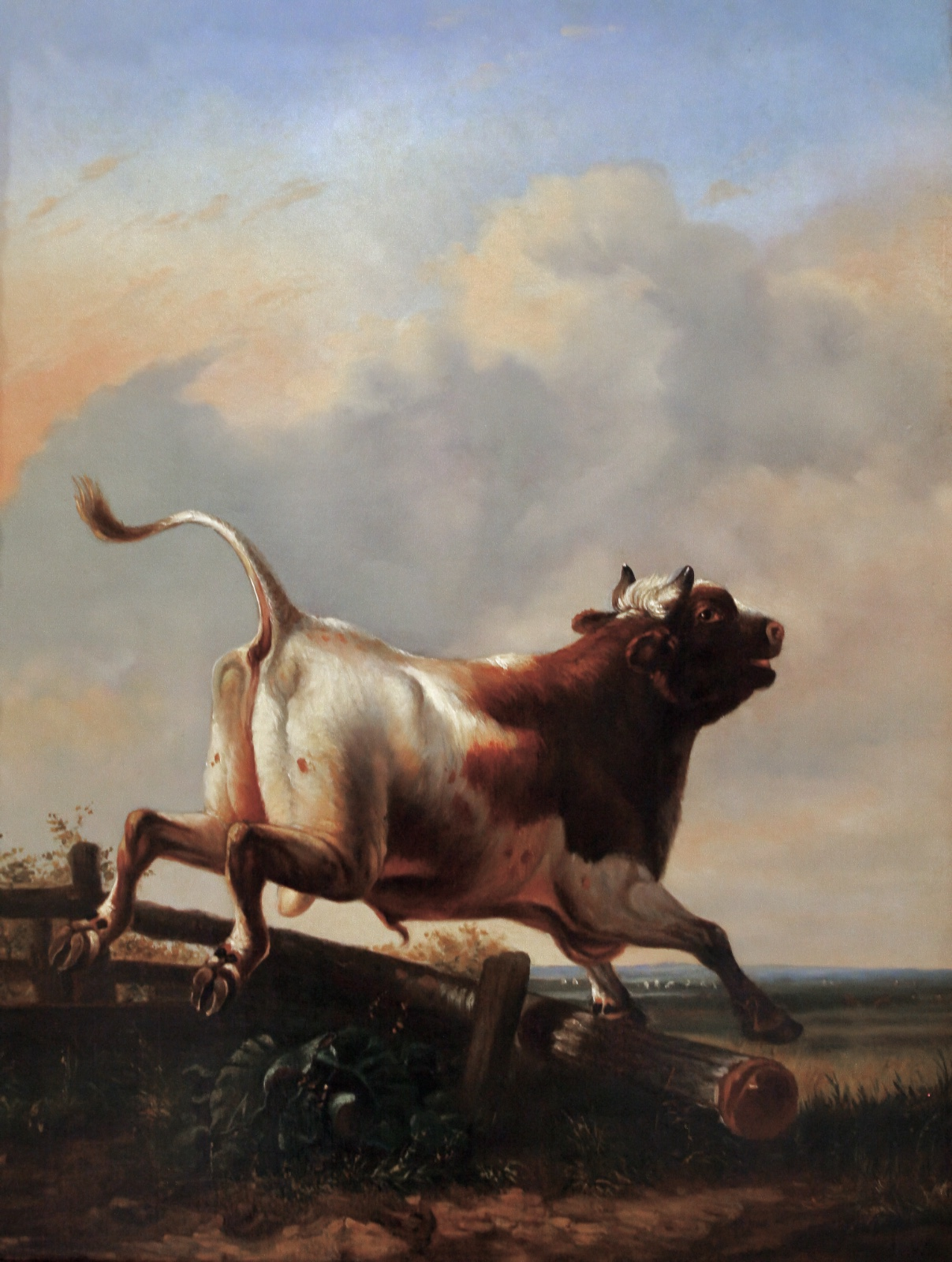
Jeune taureau sautant la barrière (1849).

En 1865, elle est la première artiste femme à être nommée au grade de chevalier de la Légion d'honneur. L'impératrice Eugénie la lui remet en mains propres, voulant démontrer que « le génie n'avait pas de sexe »,. Et en 1894, elle est la première femme à être promue officier de la Légion d'honneur.
Elle accède à la grande peinture malgré toutes les barrières imposées aux femmes avec son tableau Le Labourage nivernais en 1849, par le thème, la taille (1,34 × 2,6 m) et la composition. Cette œuvre fait référence à La Mare au diable de George Sand. Les bovins traversent le tableau sur une ligne horizontale.
Elle dessine une stratégie commerciale pour assurer son indépendance financière. Elle constitue un atelier de production avec Nathalie Micas et Juliette Bonheur. Ses œuvres sont reproduites en estampes par la maison Goupil qui souhaite mettre l'art à la portée de tous, lui assurant une large diffusion. Elle donne interviews et photographies pour forger une légende autour de son personnage. Elle part en tournée avec son marchand d'art pour trouver son réseau de vente et faire la promotion de ses tableaux.
Elle est la première artiste dans l'histoire de la peinture dont le marché de l'art spécule sur les tableaux de son vivant.
En 1896, sans adhérer à l'Union des femmes peintres et sculpteurs, elle donne son soutien à ses "sœurs de pinceau" pour aider l'association à assoir sa notoriété, et acceptera d'en devenir Présidente d'honneur et d'y exposer.
Au début du XXe siècle, Rosa Bonheur sert de modèle aux artistes femmes. Et elles y feront référence lorsqu'elles revendiqueront le droit pour les femmes d'être membres du Jury du Salon des artistes français.
En 1980, la biographe Danielle Digne associe Rosa Bonheur aux débuts du féminisme, en raison de la vie très libre qu'elle a menée, alors qu'en 1997 on juge ses œuvres, proches du kitsch et du mièvre.

### Œuvres

#### En Espagne
- Madrid, musée du Prado :

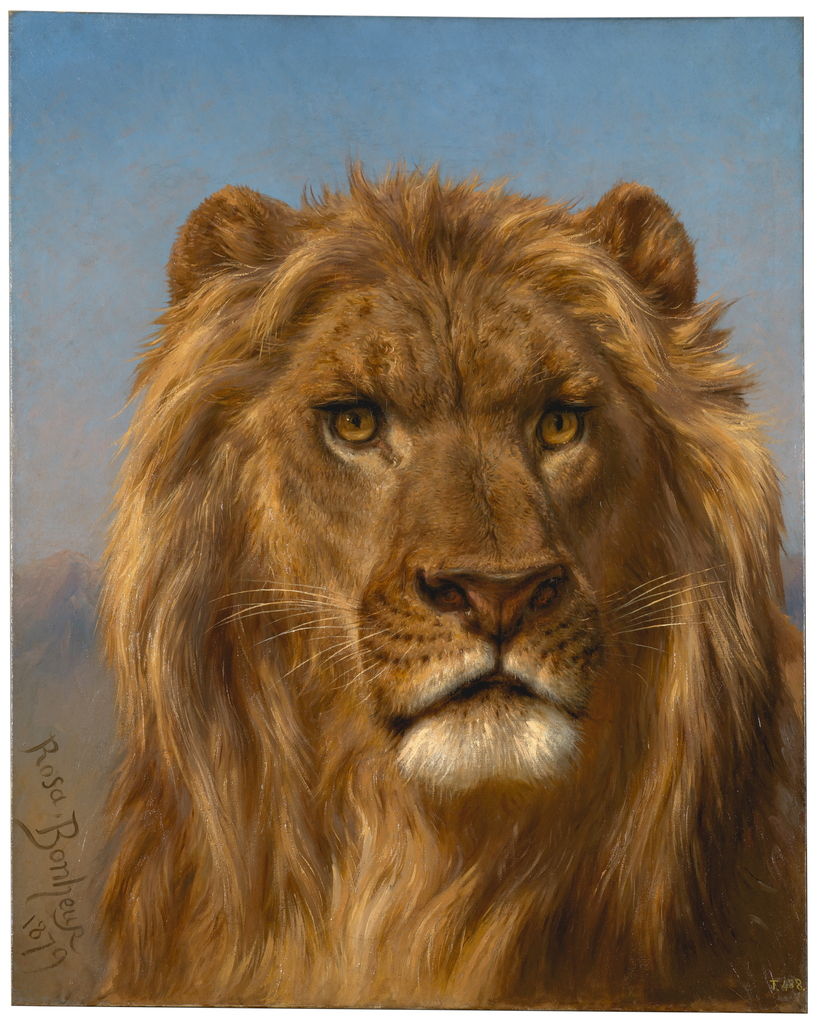
El Cid, tête de lion, 1879.

  - El Cid, tête de lion, 1879, huile sur toile.

#### Aux États-Unis
- Buffalo Bill Historical Center Le Colonel William F. Cody (Buffalo Bill), huile sur toile.
- New York, Metropolitan Museum of Art :
  - Marché aux chevaux, 1853, huile sur toile, 2,5 × 5 m ;
  - Sevrage des veaux, 1879, huile sur toile.
- Saint-Louis (Missouri), musée d'Art de Saint-Louis : Relais de chasse, 1887, huile sur toile.
- Washington, Petersen House : reproduction (gravure) du Marché aux chevaux au-dessus du lit de mort d'Abraham Lincoln.

#### En France
- Bordeaux, musée des Beaux-Arts : La Foulaison du blé en Camargue, 1864-1899, huile sur toile.
- Chartres, musée des Beaux-Arts : Cheval, huile sur toile, 1883, achat, 1900 (inv. 6773).
- Évreux, musée d'Évreux : Les Pyrénées, huile sur toile.
- Fontainebleau, musée national du château de Fontainebleau : La Fenaison en Auvergne, 1855, huile sur toile.
- Langres, musée d'Art et d'Histoire : Étude de lionne, huile sur toile, acquise en 1900 (no inventaire : 900-1-2).
- Lille, palais des Beaux-Arts : Berger landais, huile sur toile.
- Orléans, Musée des Beaux-Arts :
  - Vaches au pâturage, vers 1845, huile sur toile, 38 x 46 cm[92]
- Paris
  - Musée du Louvre : Le Duel (inspiré par l'histoire du pur-sang Godolphin Arabian) ;
  - Musée d'Orsay : Labourage nivernais, 1849, huile sur toile.
- Poitiers, musée Sainte-Croix[93].
- Rouen, musée des Beaux-Arts : Cheval blanc dans un pré, huile sur toile.

#### En Pologne
- Varsovie, musée national : Sultan et Rosette, les chiens des Czartoryski, 1853, huile sur toile.

### Œuvres référencées
- Portrait de Sultan et Saïda, vers 1888, deux des lions du dompteur François Bidel[94], non localisé

Œuvres de Rosa Bonheur
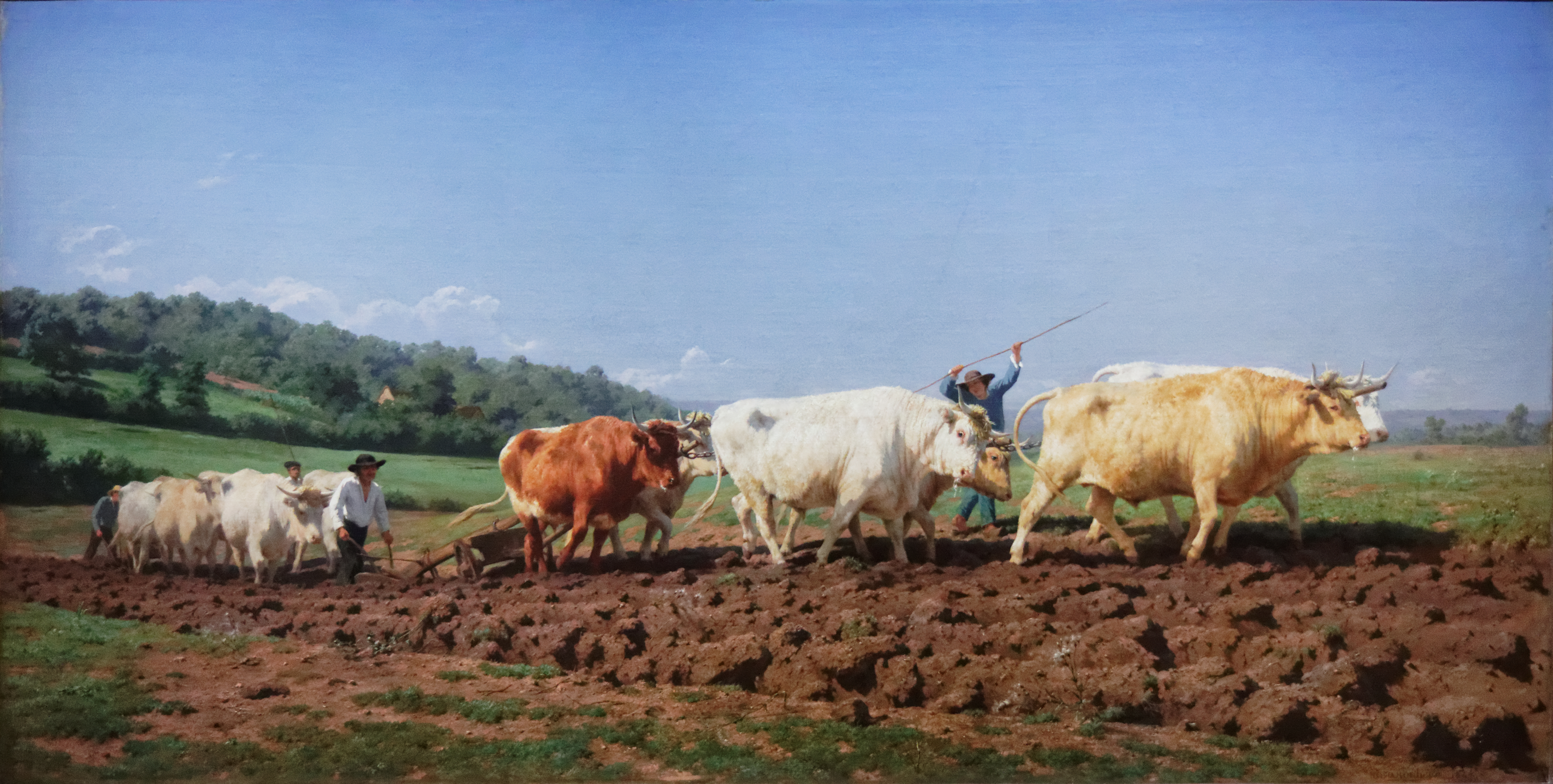
Labourage nivernais (1849), Paris, musée d'Orsay.
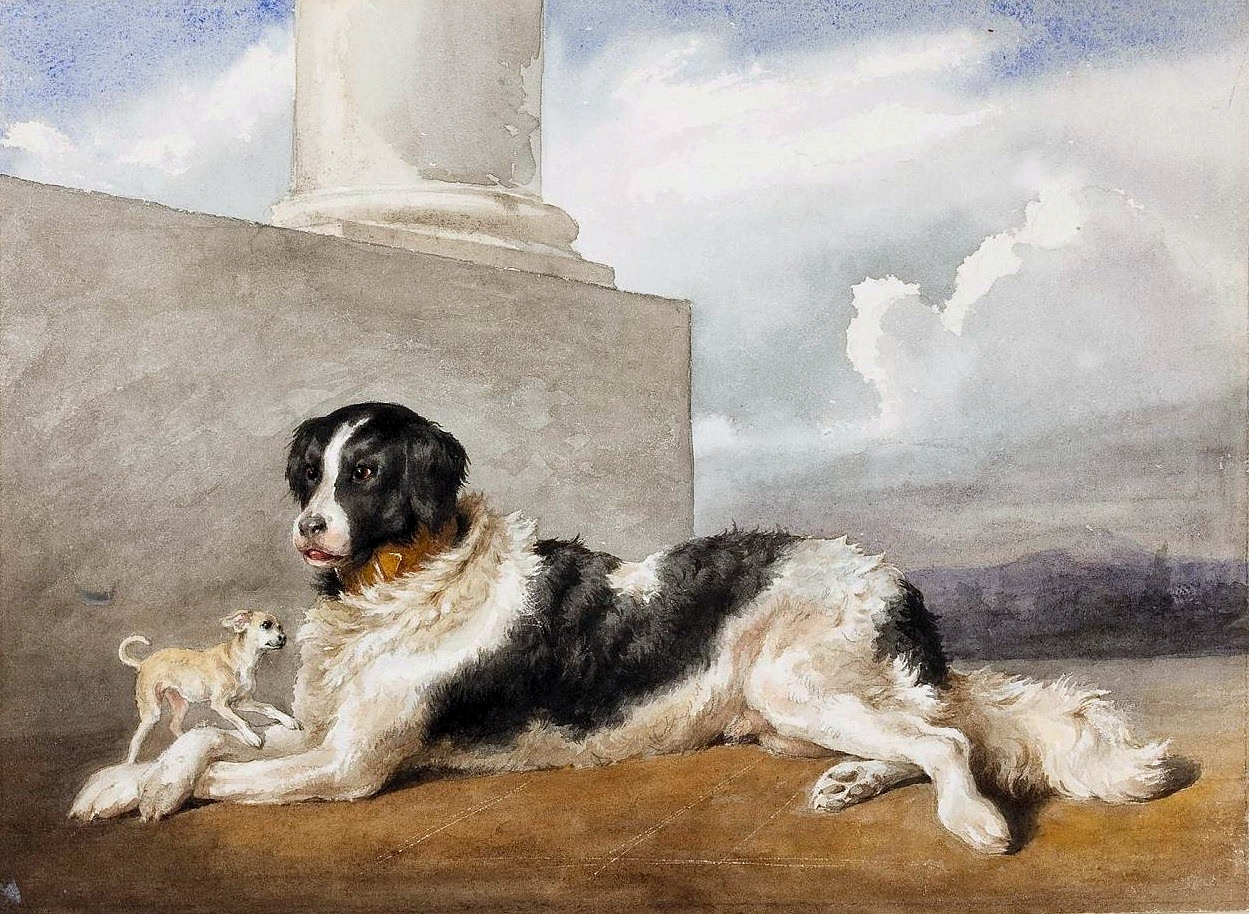
Sultan et Rosette, les chiens des Czartoryski (1852), musée national de Varsovie.
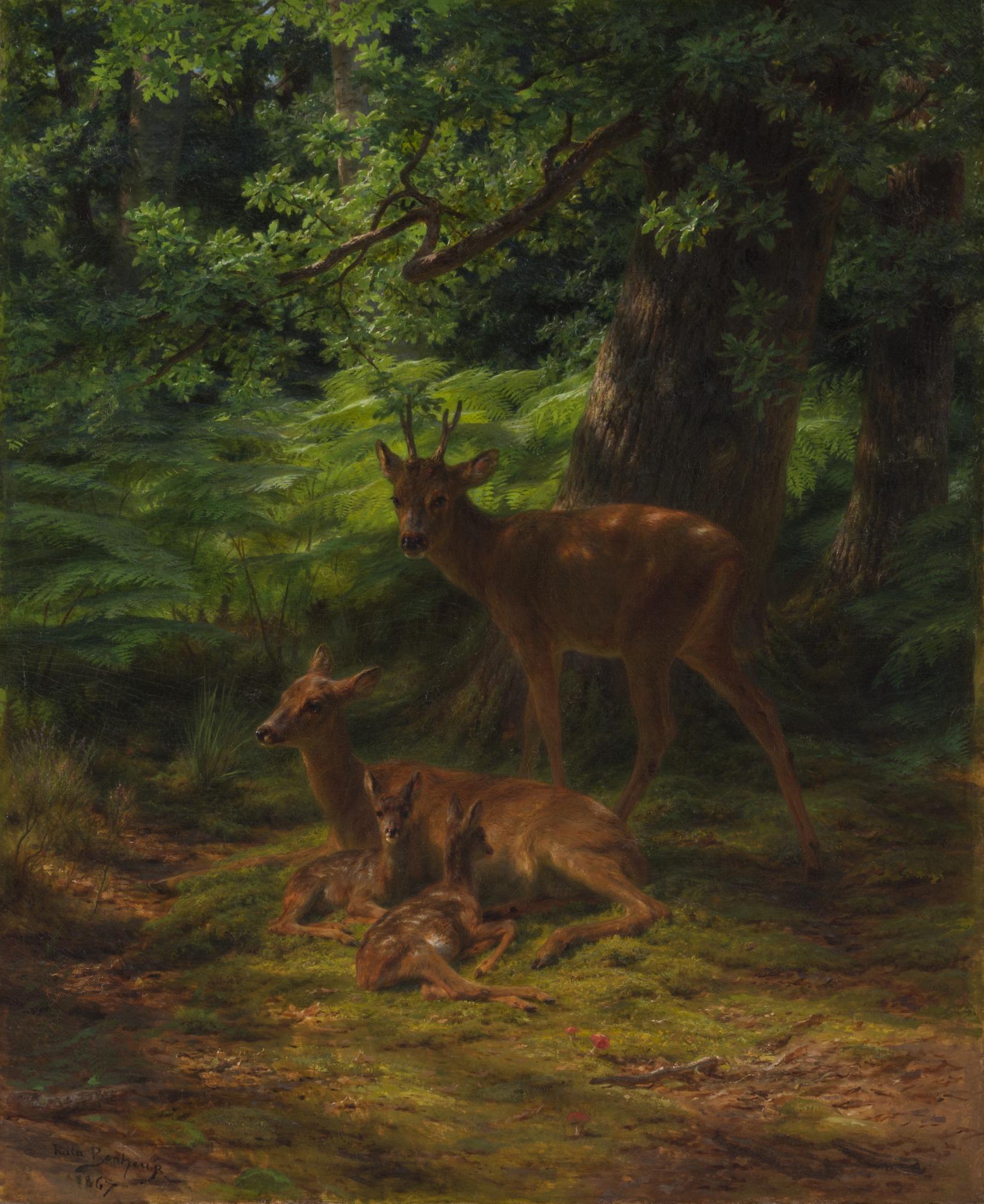
Biches et cerf au repos (1867), Detroit Institute of Arts.
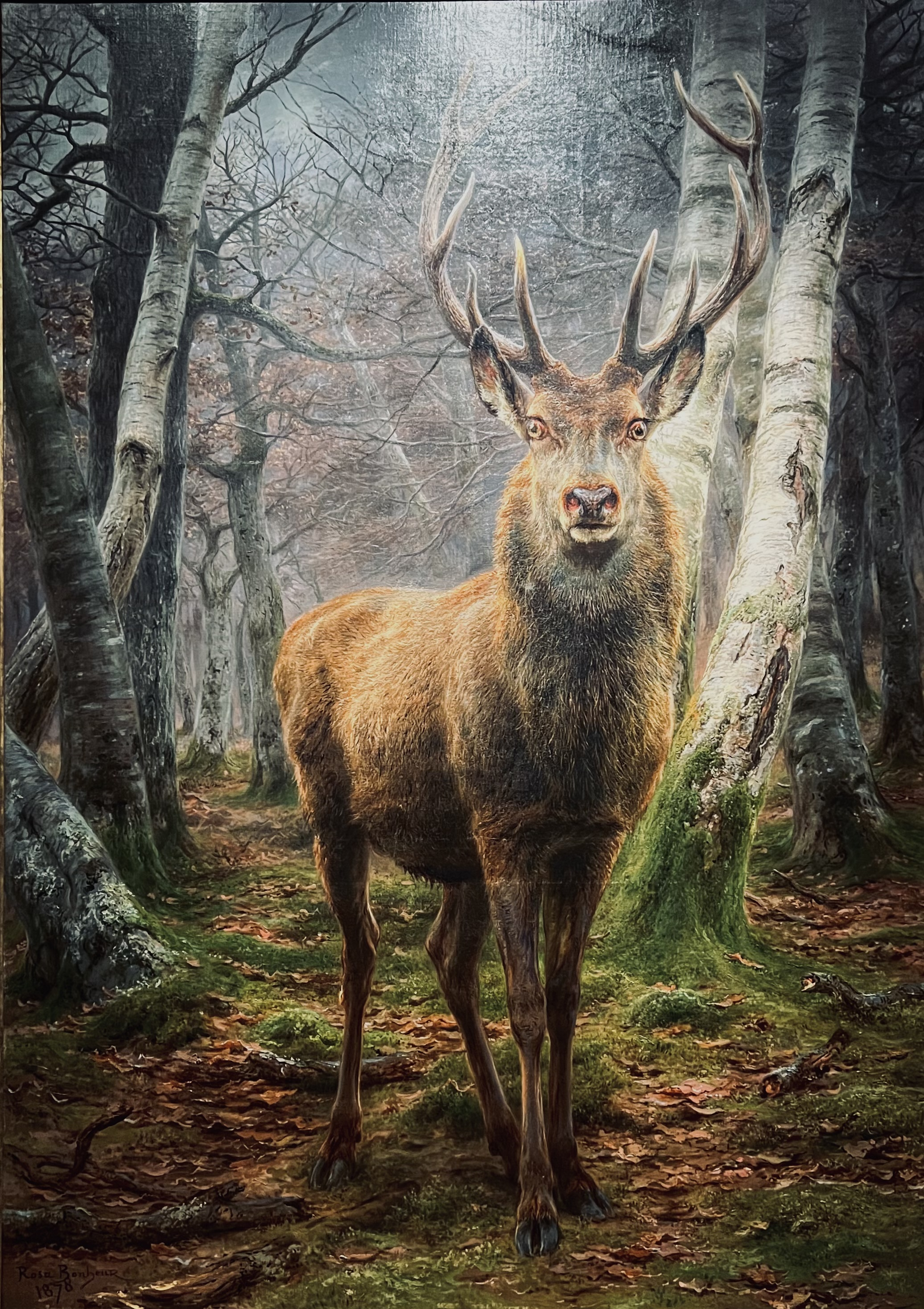
Le Roi de la forêt (1878), collection particulière.
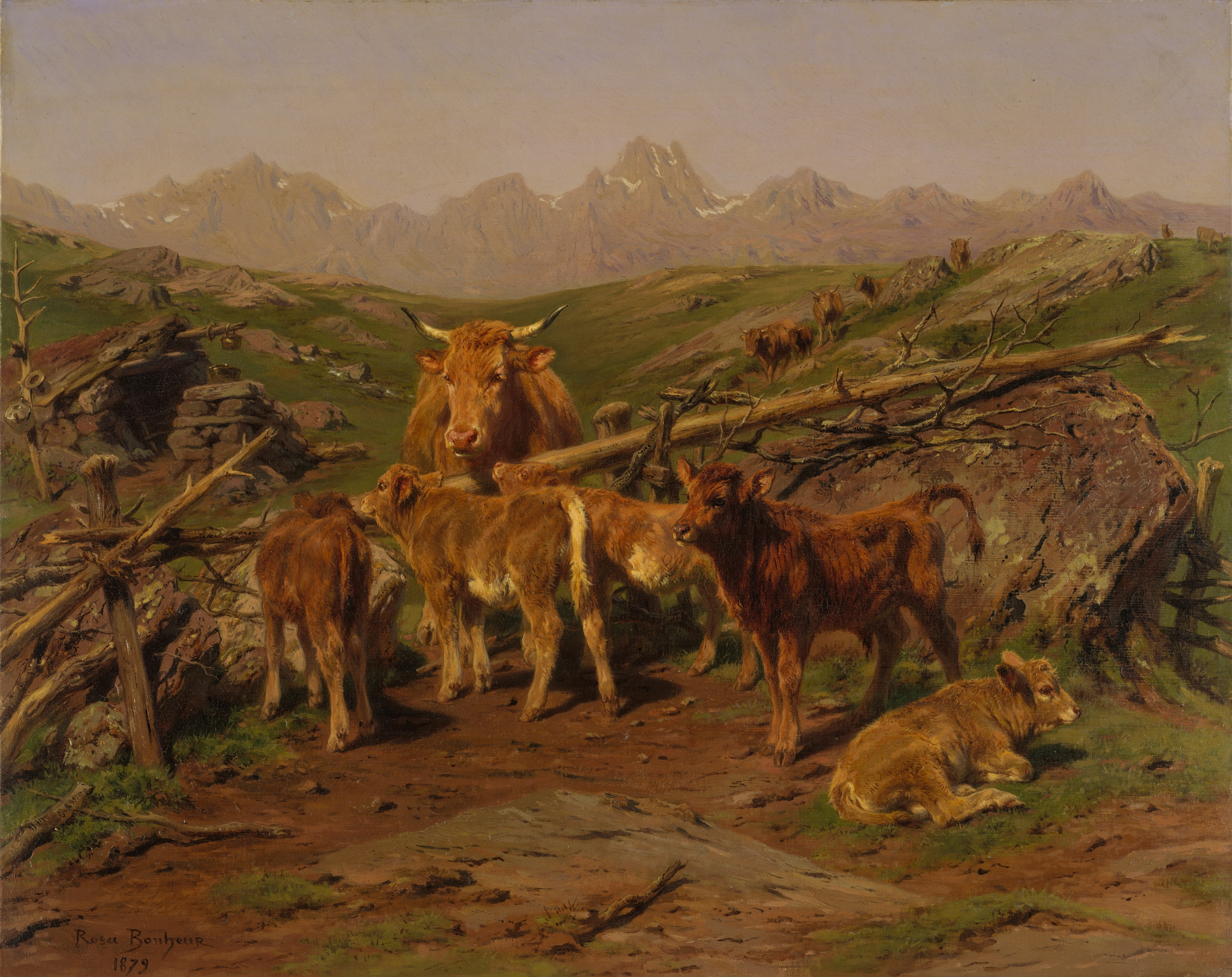
Veaux (1879), New York, Metropolitan Museum of Art.
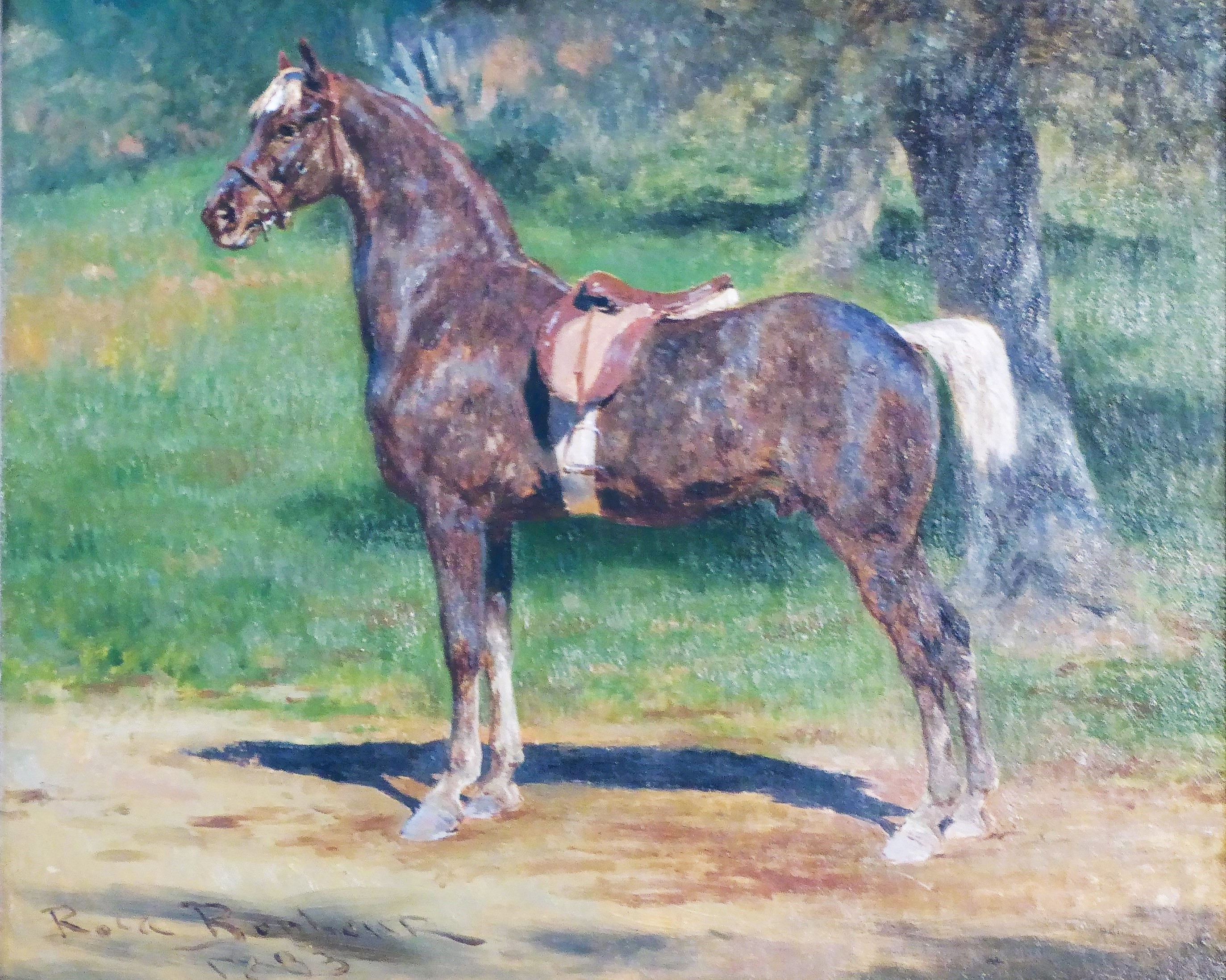
Cheval (1883), musée des Beaux-Arts de Chartres.
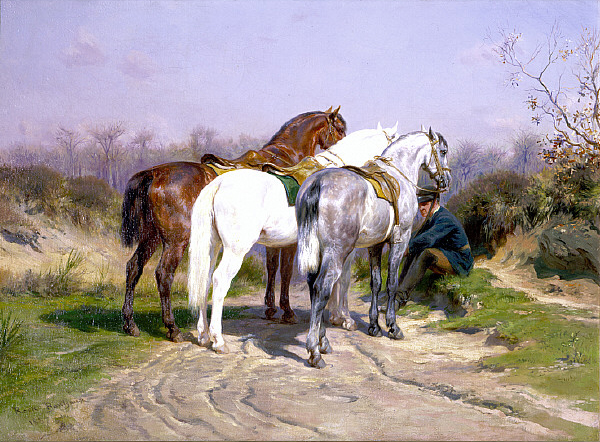
Relais de chasse (1887), musée d'Art de Saint-Louis.
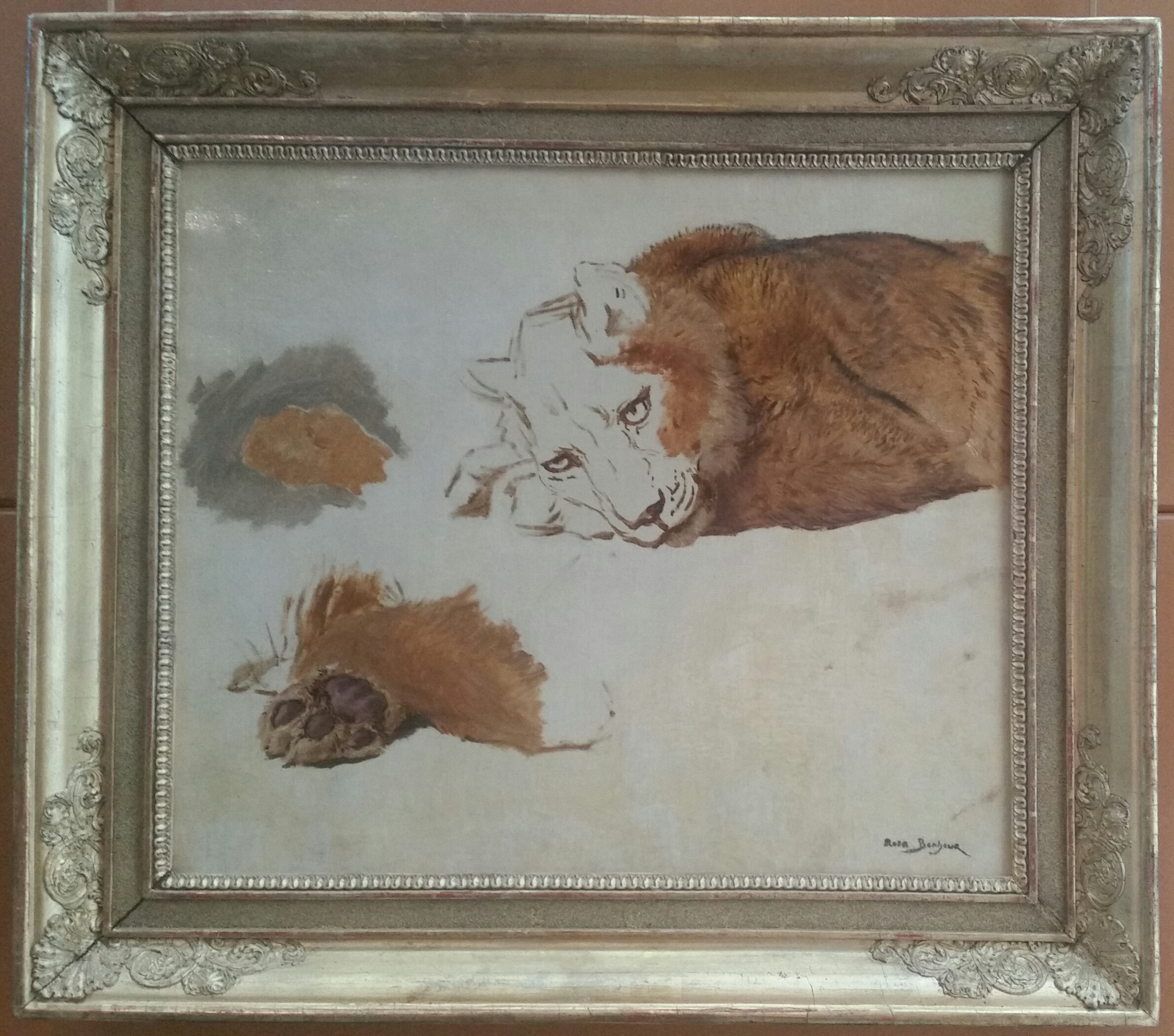
Étude de lionne, musée d'Art et d'Histoire de Langres.
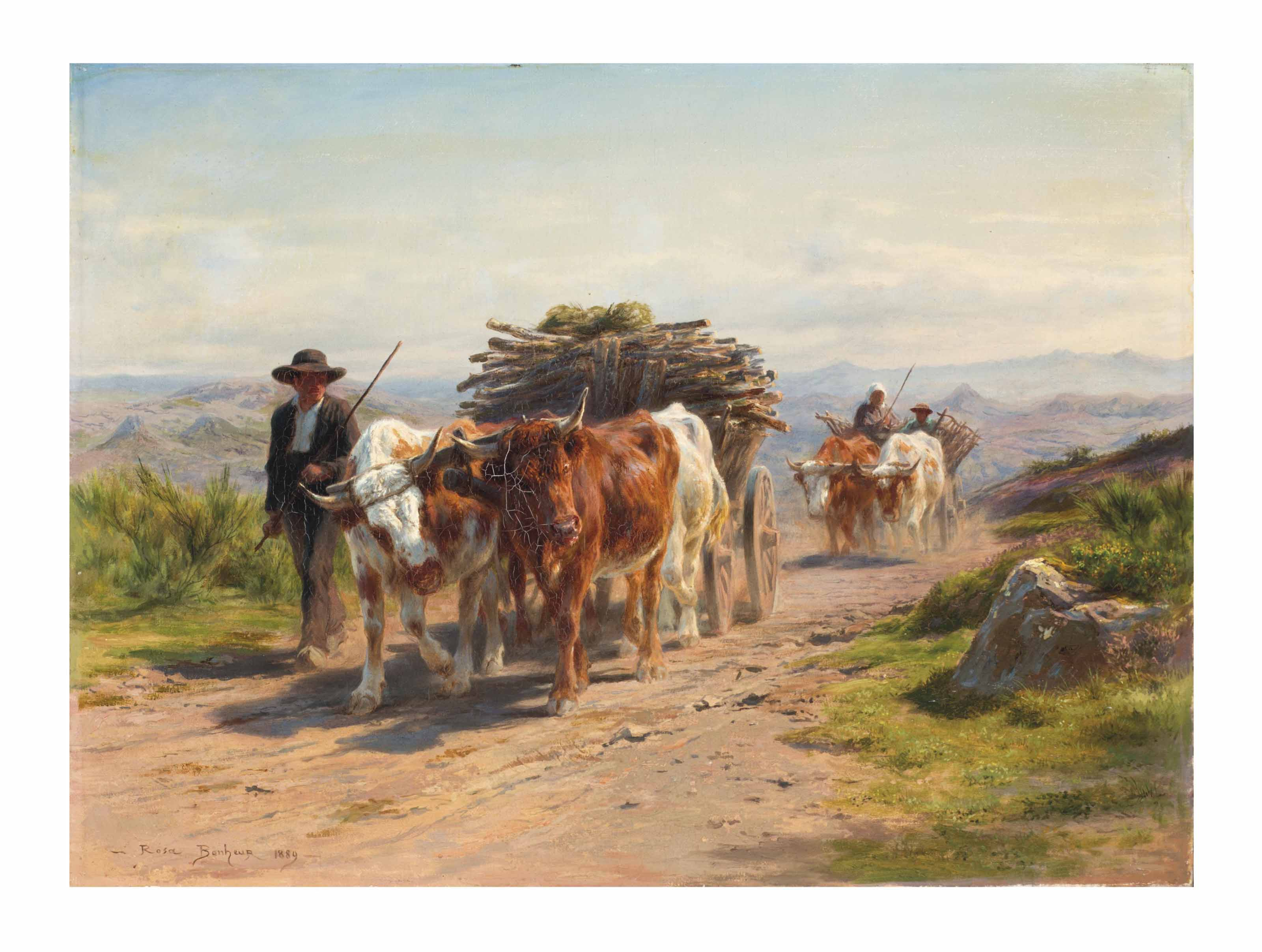
Charrette attelée de vaches, et bouvier, en Auvergne - Rosa Bonheur, 1889 - Coll. privée, Vente 2016.

### Distinctions
- Salon de 1845 : médaille de 3e classe (section « Paysage et Animaux »).
- Salon de 1848 : médaille de 1re classe.
- Salon de 1853 : ses tableaux sont exemptés de jury d'admission au Salon.
- 1863 : membre honoraire de l'Académie des beaux-arts de Pennsylvanie et de la Société des artistes belges.
- 1865 :  Chevalière de la Légion d'honneur : décret en conseil des ministres du 8 juin, signé par l'impératrice-régente[95],[96].
- 1866 :  Croix de l'ordre impérial de Saint Charles du Mexique, octroyée par l'empereur Maximilien et l'impératrice Charlotte.
- 1868 : membre de l'Académie royale des beaux-arts d'Anvers.
- 1880 :  Commandeur de l'ordre royal d'Isabelle par Alphonse XII d'Espagne.
- 1880 :  Chevalier de l'ordre de Léopold.
- 1885 : membre honoraire de la Royal Academy of Watercolorists de Londres et Mérite des beaux-arts de Saxe-Coburg-Gotha.
- 1894 :  Officière de la Légion d'honneur
- 1899 : médaille d'honneur à titre posthume de la Société des artistes français[48].

### Portraits représentant Rosa Bonheur

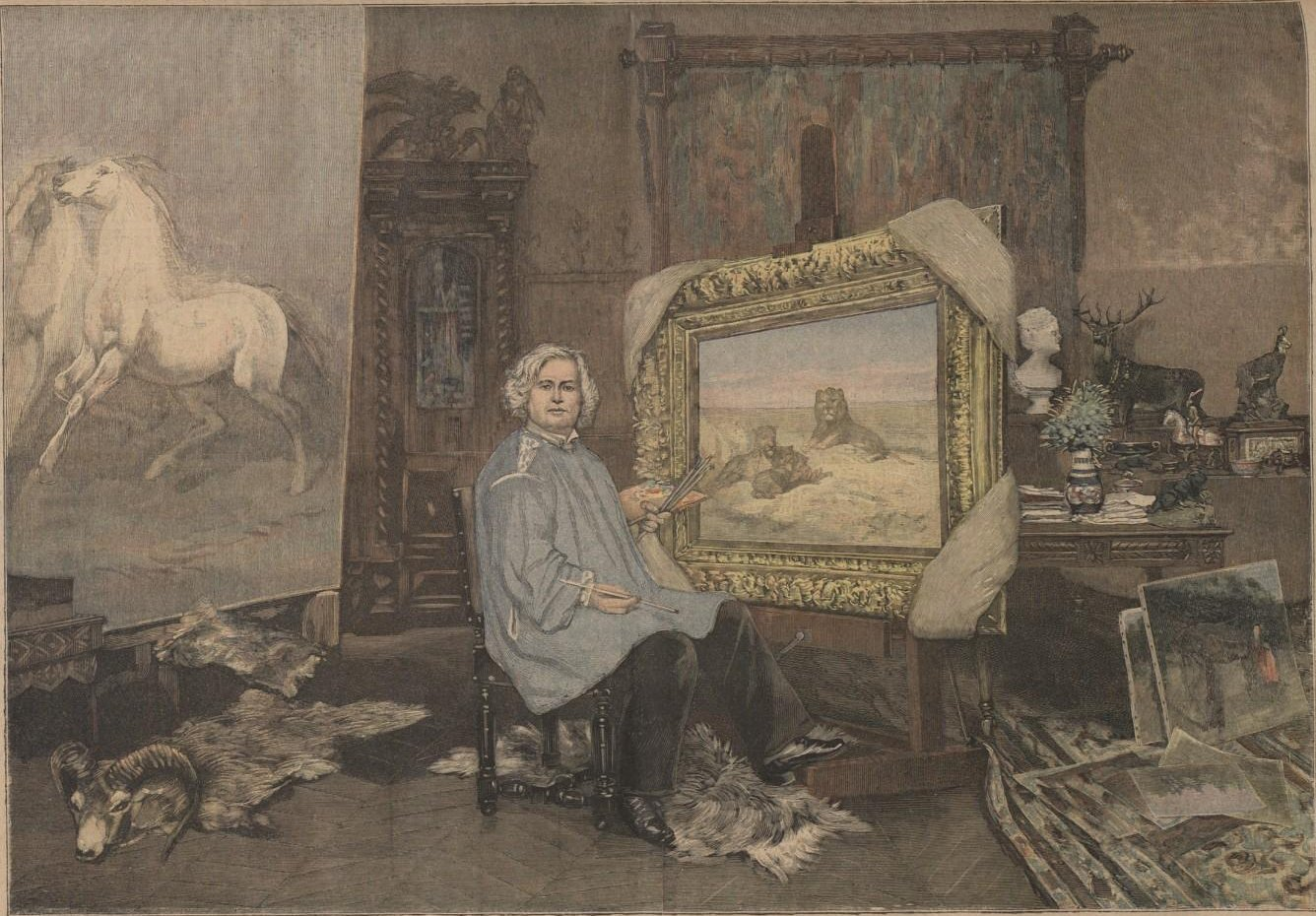
Rosa Bonheur dans son atelier par Georges Achille-Fould (et Rosa Bonheur), 1893.

- Raymond Bonheur, Portrait de Rosa Bonheur au berceau (1823), musée des Beaux-Arts de Bordeaux[97].
- Raymond Bonheur, Portrait de Rosa et Auguste Bonheur enfants (1836), musée des beaux-arts de Bordeaux[98].
- Auguste Bonheur, Portrait de Rosa Bonheur (1844), musée des beaux-arts de Bordeaux.
- David d'Angers, Profil droit de Rosa Bonheur (1854), portrait en médaillon, musée des beaux-arts de Bordeaux.
- Édouard Dubufe (et Rosa Bonheur, qui a peint le taureau), Portrait de Rosa Bonheur (1857), musée de l'Histoire de France (Versailles).
- Auguste Victor Deroy, Rosa Bonheur dans son atelier en compagnie de l'Impératrice Eugénie (1863), d'après Frédéric Lix.
- Louis Soulange-Tessier, Rosa Bonheur (après 1865), lithographie d'après une photographie de Louis Auguste Bisson, musée national du château de Compiègne.
- Georges Achille-Fould (et Rosa Bonheur qui a peint le lion, la lionne et les lionceaux), Rosa Bonheur dans son atelier (1893), musée des beaux-arts de Bordeaux[99].
- Anna Klumpke, trois portraits de Rosa Bonheur (de 1898 à 1899), New York, château de Fontainebleau et château de By.
- Gaston Veuvenot Leroux, Statue de Rosa Bonheur (1910), jardin public de Bordeaux. Le modèle en plâtre (1902) fut détruit accidentellement en Italie[100].
- Charles Michel Geoffroy, Portrait de Rosa Bonheur, gravure d'après un dessin d'Auguste Bonheur, musée national du château de Compiègne (date ?).

## Documentaire
- 2022 : Rosa Bonheur, dame nature de Grégory Monro
- 2022 : Secrets d'Histoire : Rosa Bonheur, la fée des animaux, documentaire-fiction de Julien Poinot